# Hôtel-Dieu de Lyon
Pour les articles homonymes, voir Hôtel-Dieu.
L'Hôtel-Dieu de Lyon est l'un des plus grands bâtiments de la presqu'île de Lyon. Il est construit en bordure ouest du Rhône, dans le quartier de Bellecour. Ce n'est pas le premier hôpital lyonnais (ses premiers bâtiments sont attestés en 1184). Son rôle hospitalier lui a été dévolu par un autre établissement, créé en 542. L'hôpital Notre-Dame de Lyon, sis à Saint Paul, successivement appelé Notre-Dame du Pont, Notre-Dame de la Graneterie, Notre-Dame de la Saunerie et Hôpital Saint-Eloi et qui disparait vers la fin du XVe siècle. En 2007, il est décidé de transférer ses services dans d'autres établissements afin de pouvoir louer son bâtiment et son site exceptionnels. Resté désaffecté de 2010 à 2015, d'importants travaux sont menés avant l'ouverture en juin 2019 des espaces occupés par InterContinental Hotels Group, par des commerces et par la cité de la gastronomie.
L'ensemble de l'édifice est classé monument historique par arrêté le 21 novembre 2011,.

## Histoire

### Le Moyen Âge
Au voisinage de l'an mil, une confrérie de bourgeois lyonnais se créa pour faciliter les pèlerinages et les échanges, par la construction  d'un abri, pour les accueillir. Pour cela, ils font appel à l'Ordre des frères pontifes, qui construisait des ponts (dont celui d'Avignon). Elle construisait des ponts pour faciliter les communications et bâtissait à leurs débouchés ces lieux d'hébergement, nommés ensuite des "hospices" pour recueillir les "pèlerins, voyageurs et pauvres errants", devenant "hôpitaux"*, la section lyonnaise de l'Ordre commença la construction du pont du Rhône (le pont de la Guillotière) et dans son voisinage établit une "maison des pèlerins" en 1184-1185, puis dénommé l'hôpital du Pont du Rhône, ancêtre de l'Hôtel-Dieu (* G. Decourt, "Œuvre du Pont 1180 - 1309").
Le premier hôpital fut construit sur un terrain appartenant à l'archevêque de Lyon, au XIIe siècle, sous l'invocation de Beatae Mariae. Situé en face du premier pont sur le Rhône, au nord de la rue Mercière, il est rapidement appelé hôpital du pont du Rhône. Changeant de propriétaire pour passer sous le giron des abbayes gestionnaires de la construction laborieuse du pont de pierre, il prend successivement leur nom : Hautecombe et Chassagne. Le premier bâtiment est modeste, composé d'un prieuré et d'une petite église ouverte aux nécessiteux. Maître Martin Conras, le premier médecin attitré, y fut embauché en 1454.
Finalement, la municipalité, devant faire face à l'expansion de la population, rachète l'édifice en 1478 pour le reconstruire bien plus grand. Son bâtiment principal fait soixante-cinq mètres de long. Il peut contenir jusqu'à deux cents malades hommes ou femmes. Directement connectée à la salle des malades et à la rue, une chapelle est ajoutée. D'autres parties sont utilisées pour les annexes.
Ce nouvel hôpital est ouvert en 1493, mais il faudra patienter jusqu'au milieu du XVe siècle pour que tout soit achevé, avec un cimetière, un lieu pour les simples passants et un autre pour les enfants mis en nourrice.
De cet hôtel-Dieu, il ne reste rien aujourd'hui, après les remaniements des XVIIe et XVIIIe siècles.

### La Renaissance

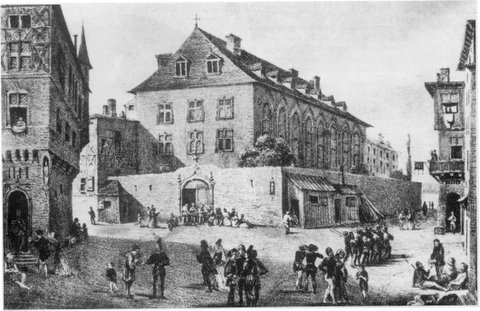
L'Hôtel-Dieu de Lyon à l'époque de Rabelais. Il s'élevait sur l'emplacement de la chapelle actuelle.

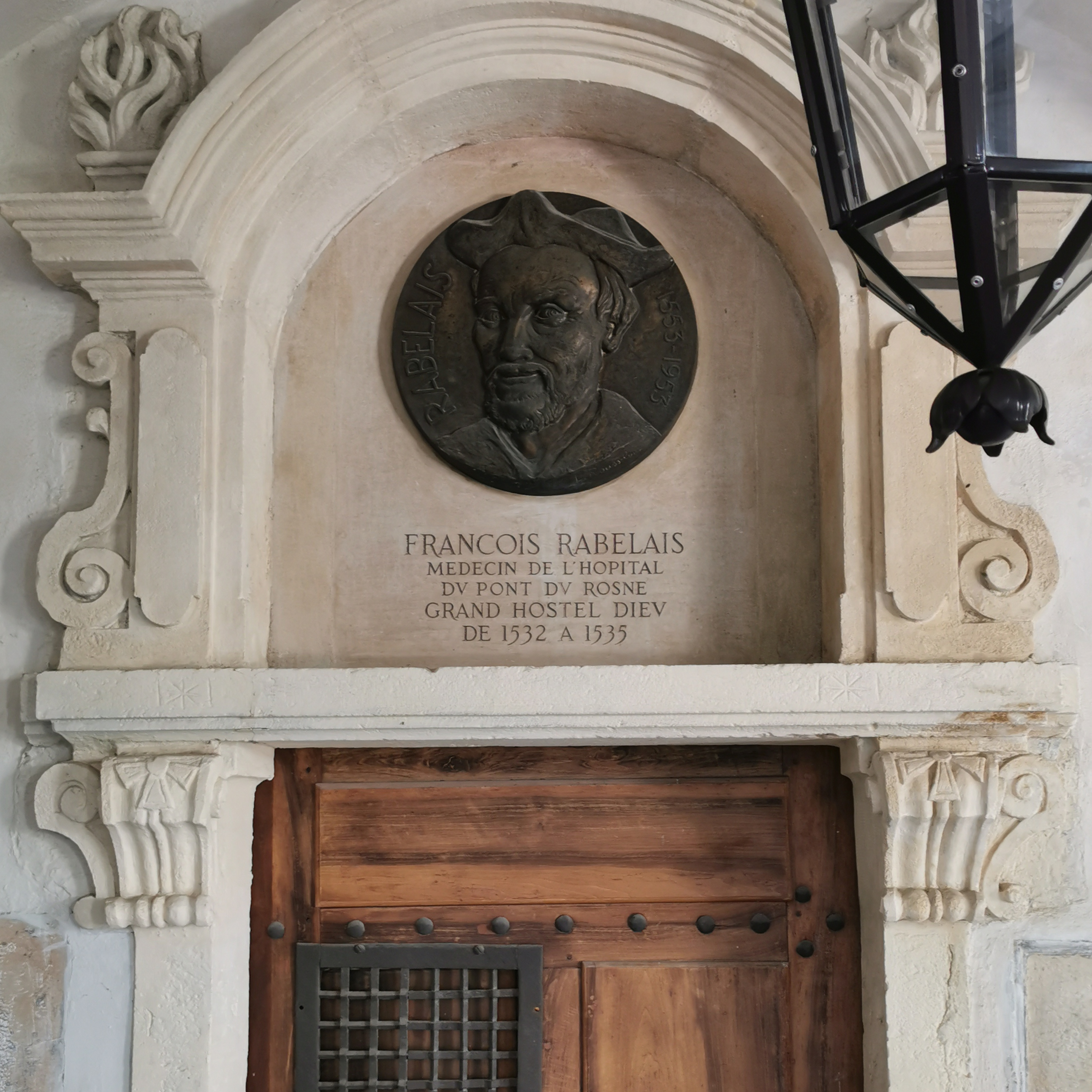
Une plaque commémorative du passage de François Rabelais comme médecin

Les hôpitaux du Moyen Âge étant de petite capacité d'accueil, les échevins de Lyon (dont Gadagne et Symphorien Champier) décidèrent de construire un grand hôpital, sur les lieux de l'actuelle chapelle : c'est l'Hôpital de Notre-Dame de la Pitié du Pont-du-Rhône ou Grand Hôtel-Dieu.
En 1532, François Rabelais est nommé médecin de l'hôpital, il avait à sa disposition une vingtaine de religieuses « tant repenties que d'autres qui sont là dedans rendues pour l'honneur de Dieu, pour servir les pauvres lesquels sont nourris et habillés ». Rabelais a quitté subitement son poste en 1535, probablement à cause de l'affaire des Placards.

### LeXVIIesiècle
En 1622, les locaux devenus exigus sont détruits et remplacés par un ensemble de constructions en forme de croix, groupées autour d'un dôme central : les salles des Quatre-Rangs. On construit une nouvelle église sur l'emplacement de l'ancien bâtiment, d'après les plans de l'architecte Guillaume Ducellet ; on en pose la première pierre le 23 décembre 1637, en présence du cardinal Alphonse-Louis du Plessis de Richelieu, archevêque de Lyon, et du marquis de Villeroy.
Des agrandissements sont encore nécessaires, et l'endettement pousse l'administration au bord de la faillite. On construit de 1658 à 1663 un bâtiment réservé aux convalescents, sur les quais du Rhône.
Les longues guerres qui ensanglantent la fin du siècle augmentent le nombre de mendiants, qui se porte au dixième de la population. Louis XIV autorise trois loteries successives afin de rassembler les subsides nécessaires à la prise en charge des soldats des armées d'Italie et de Catalogne. Il accorde également de nouveaux privilèges à l'Hôtel-Dieu.
Parmi les médecins de l'Hôtel-Dieu, les personnalités les plus marquantes de l'époque sont Claude Pons, qui traitait les malades contagieux (il légua tout son bien aux pauvres), Jean de Lamonière (l'auteur d'un Traité sur la peste), Pierre Garnier, (mort en 1709 et auteur respecté de plusieurs éditions de traités de formules et de médecine, particulièrement pour le traitement de la vérole), etc.

### LeXVIIIesiècle

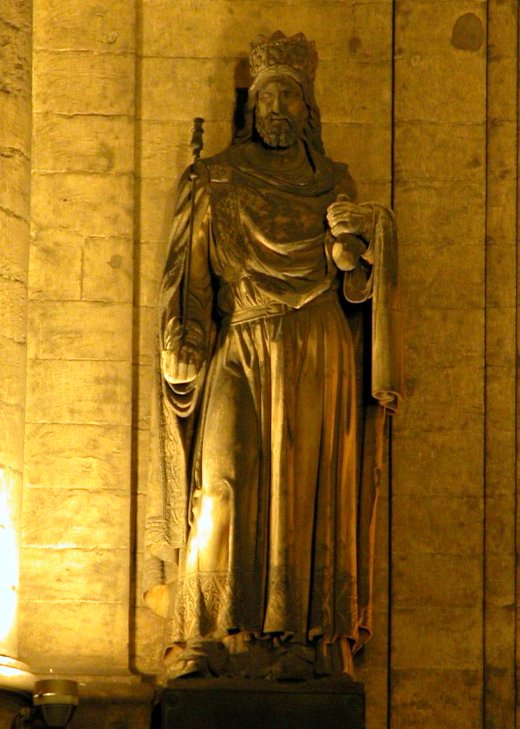
Statue de Childebert Ier

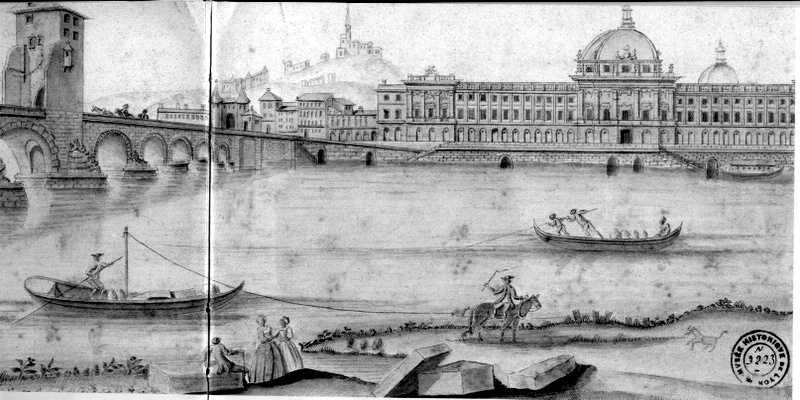
L'Hôtel-Dieu et le pont de la Guillotière à la fin du

De 1741 à 1761 est construit sur les courtines du Rhône le « temple magnifique », véritable « monument élevé à la fièvre », comme le remarqua plus tard Joseph II d'Autriche. Les plans sont établis par Soufflot ; la façade en pierre de taille blanche est véritablement opulente avec une riche décoration extérieure. Le grand dôme est construit à partir de 1755 afin de permettre le renouvellement de l'air dans les immenses salles communes. Les statues du roi Childebert Ier et de la reine Ultrogothe, ornent l'entrée principale et sont sculptées par Pierre-Marie Prost. Ce sont les fondateurs du tout premier hôpital de Lyon en 549(lors du Concile d'Orléans), qui était situé en bord de Saône, dans l'actuel quartier Saint-Paul.

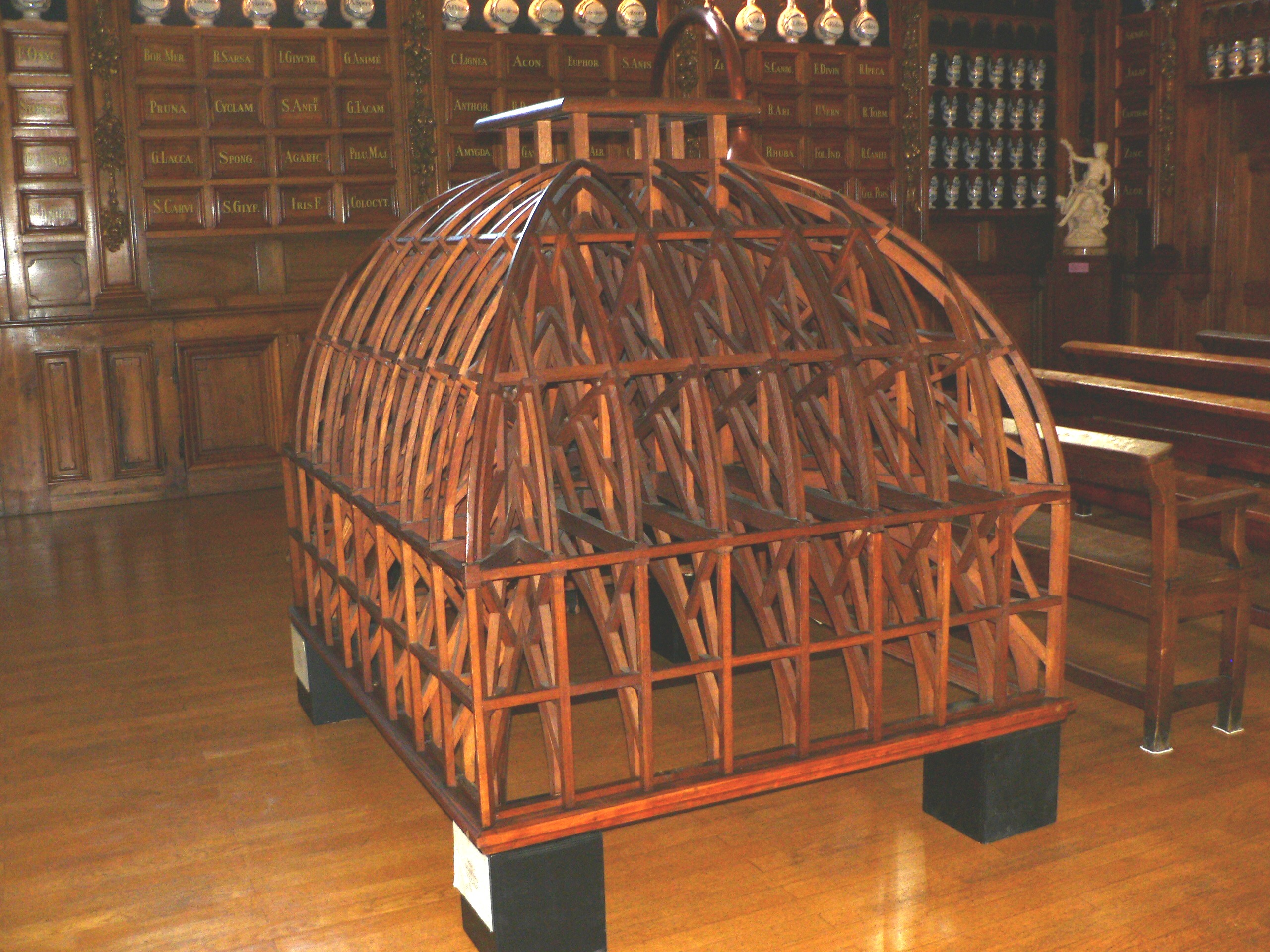
Maquette de la charpente du grand dôme.

Le dôme est achevé en 1764, mais déjà on regrette « la facilité avec laquelle on s'est livré à des constructions plus brillantes qu'utiles ».
L'Hôtel-Dieu a excellente réputation à cette époque. De 1737 à 1748, on note une mortalité de un sur quatre à l'Hôtel-Dieu de Paris, contre un sur quatorze à celui de Lyon.
En 1783, l'inventeur Jean-Baptiste Lanoix premier syndic des maîtres apothicaires de la ville de Lyon participe aux procès intenté par les apothicaires de Lyon contre l'Hôtel Dieu afin d'empêcher la vente publique des remèdes par cet établissement.

### L'époque révolutionnaire
Cette période à Lyon n'a pas épargné la médecine et le soin des indigents. Différents décrets, de 1789 au 9 thermidor, suppriment les ordres religieux et tout ce qui est « organisation » (Sociétés médicales, Collège des médecins et des chirurgiens) ainsi que l'instruction (permettant à tout un chacun de se proclamer médecin). Le résultat est un trouble profond dans la marche des hôpitaux.
La situation financière, guère brillante à la fin de l'Ancien Régime, devient catastrophique car les principaux revenus des hôpitaux (octrois et privilèges) sont coupés. Les Recteurs, après avoir financé personnellement l'Hôtel-Dieu, sont contraints de démissionner en 1791 et d'en remettre la direction au Directoire du département Rhône et Loire, lequel nomme huit administrateurs. Le bilan était effroyable : « il n'y avait dans la maison ni toile, ni farine, ni vins, ni drogues ; l'hôpital était débiteur, en capitaux exigibles, de 3 246 437 livres » (A. Croze).
Le siège de Lyon par les armées de la Convention et le bombardement de l'Hôtel-Dieu pendant toute la durée de ce siège, du 8 août au 9 octobre 1793, ne laissa que des ruines. De plus, pendant la Terreur qui a suivi le siège de Lyon, on a établi une liste précise, bien que peut-être incomplète, des victimes guillotinées ou fusillées :
- onze médecins ;
- trente-et-un chirurgiens dont sept étudiants en chirurgie ;
- huit apothicaires ou herboristes.

Lettre du 5 décembre 1794 du Comité de secours publics allouant une aide financière aux hospices de Lyon.
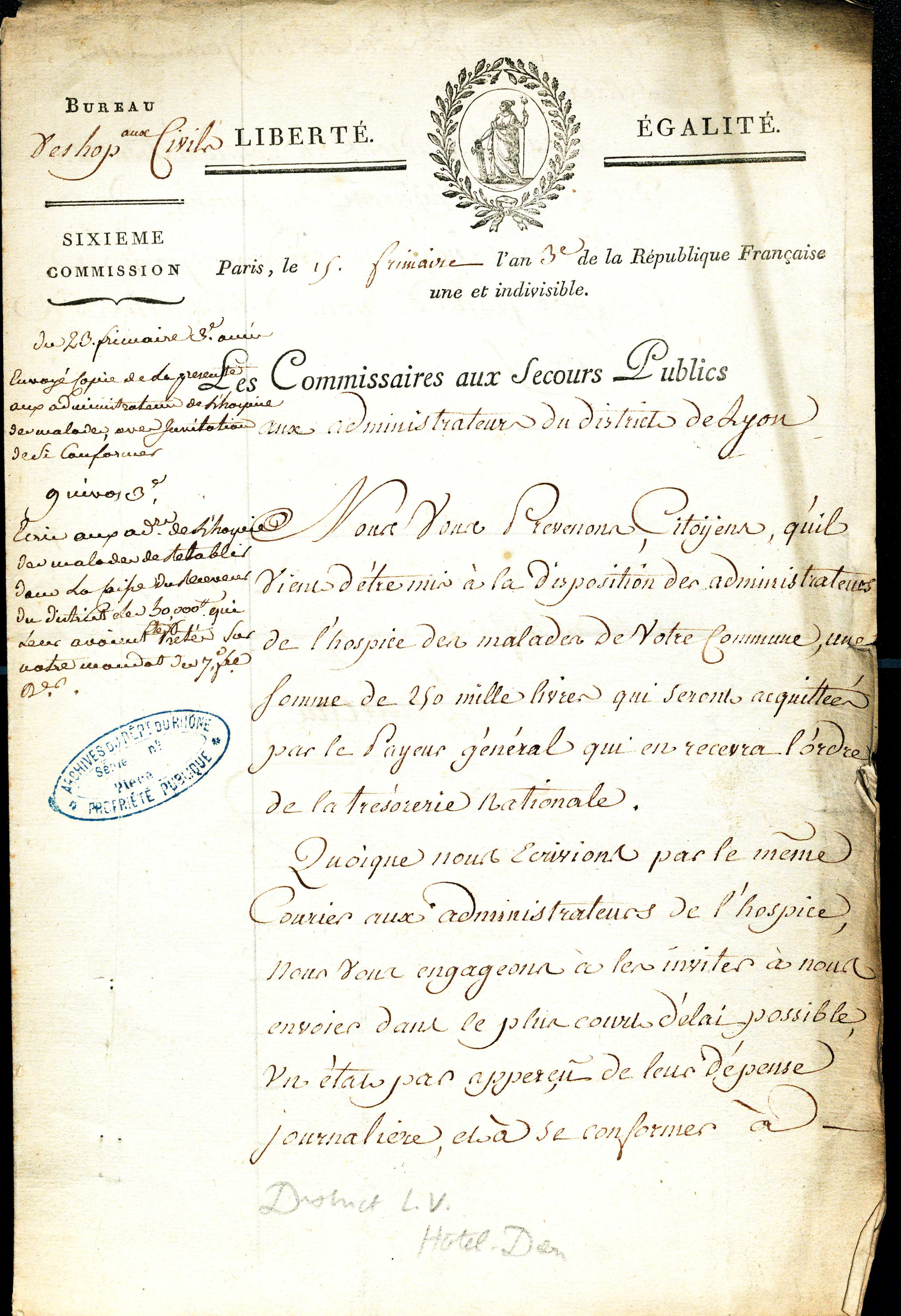
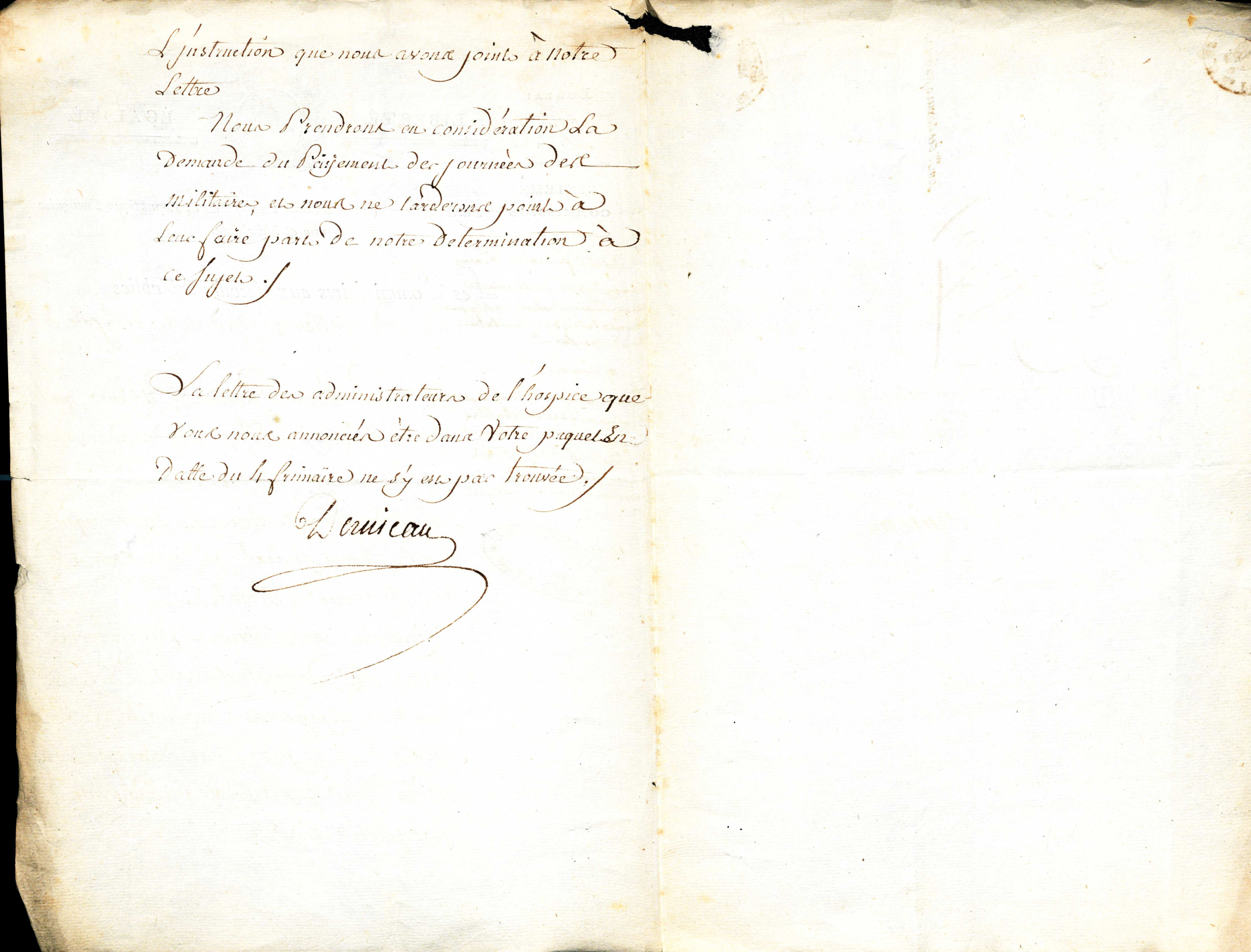

### LeXIXesiècle
L'hôpital est encore agrandi et abrite désormais près d'un millier de malades, dont cent vingt-cinq militaires. Il perd peu à peu son autonomie : son administration se confond avec celle de l'hôpital de la Charité. On y trouve :

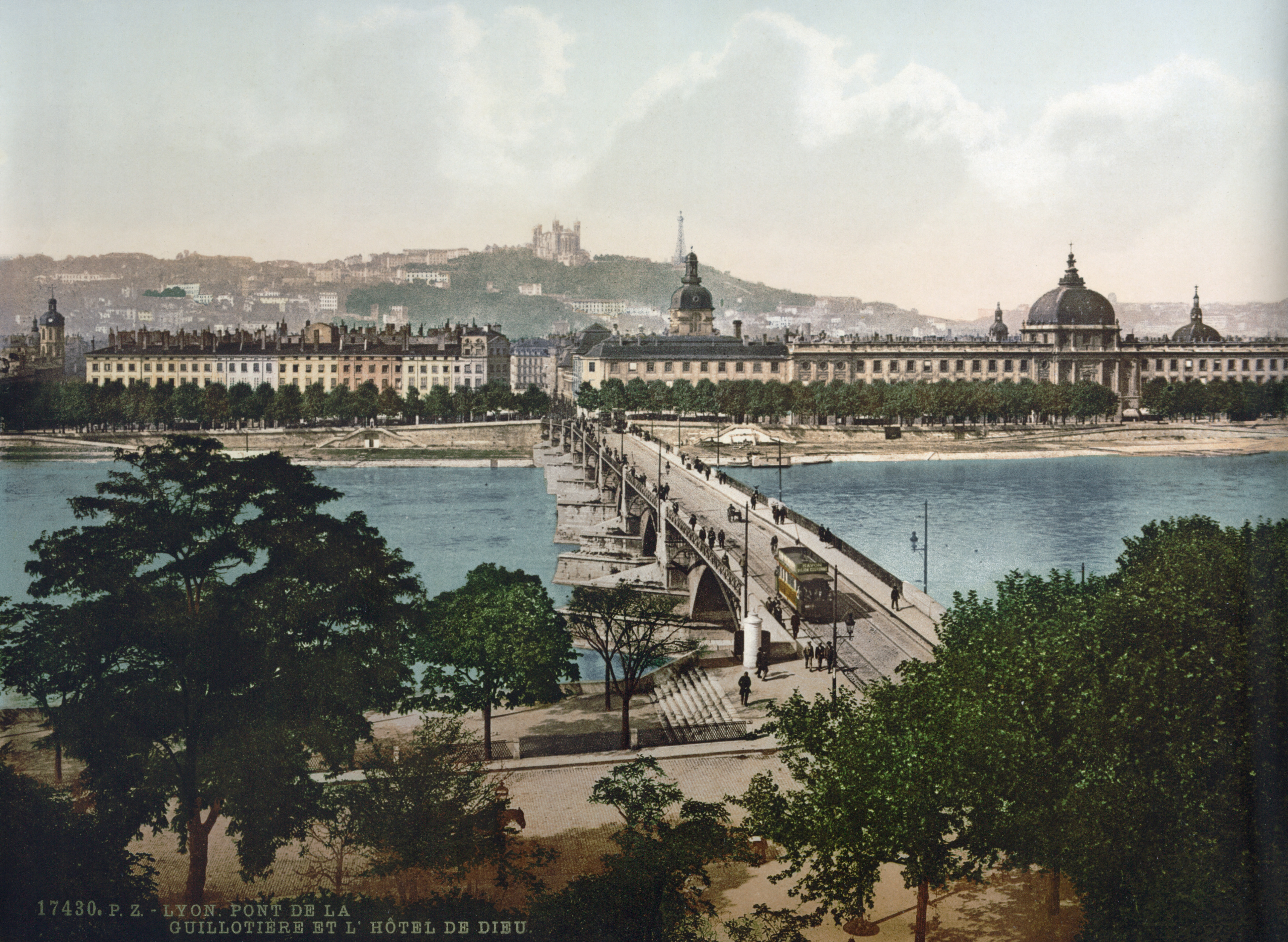
L'Hôtel-Dieu et le pont de la Guillotière à la fin du XIXe siècle.

- les médecins : huit titulaires nommés par concours depuis 1811, et quatre suppléants. Ils portent jusqu'en 1866 la robe rouge et la toque ;
- les chirurgiens : réhabilités par l'instauration d'un concours en 1788, la chirurgie est mise au niveau de la médecine en 1794. Un seul chirurgien-major, suppléé par un aide-major, s'occupe de quatre cents lits de chirurgie ; il est chargé de la surveillance des 17 élèves-internes, y compris ceux de médecine. Celui-ci doit rester célibataire le temps de sa fonction (jusqu'en 1879), et doit loger à l'hôpital (logement libre en ville à partir de 1885) ;
- les aumôniers : nommés par l'archevêque, ils célèbrent les messes tous les matins et administrent les sacrements. Un prêtre-économe gère l'hôpital ;
- les servants : on compte cent dix frères (ils peuvent abandonner leur titre de frère et rejoindre la vie publique), et cent quatre-vingt-dix sœurs[7].

Lyon était au XIXe siècle un centre actif de la chirurgie, au point que « triompher au majorat de l'Hôtel-Dieu, c'était s'emparer du sceptre de la chirurgie dans le sud de la France. », propos tenus par un parisien.
Principaux chirurgiens-majors du Grand Hôtel-Dieu (il y en a eu 24) :
- Marc-Antoine Petit (1766-1811) : fonction de 1793 à 1799 ;
- Joseph Gensoul (1797-1868) : il s'est placé au premier rang des chirurgiens en Europe par des hardiesses opératoires inconnues avant lui. Il réalisa en 1827 la première résection du maxillaire, puis des désarticulations d'épaule, etc.
- Amédée Bonnet (1809-1858) : fonction de 1838 à 1843 ;
- Joseph-Pierre Pétrequin (1809-1876) : fonction de 1844 à 1849 ;
- Louis Léopold Ollier (1830-1900) : il a créé à l'Hôtel-Dieu le premier service de chirurgie orthopédique, au sens moderne ;
- Antonin Poncet (1849-1913) ;
- Mathieu Jaboulay (1860-1913) : fonction de 1895 à 1903 ; le dernier nommé des chirurgiens-majors, et l'un des plus brillants. Maître d'Alexis Carrel, il pratique les premières transplantations d'organes (non suivies de succès).

### LeXXesiècle

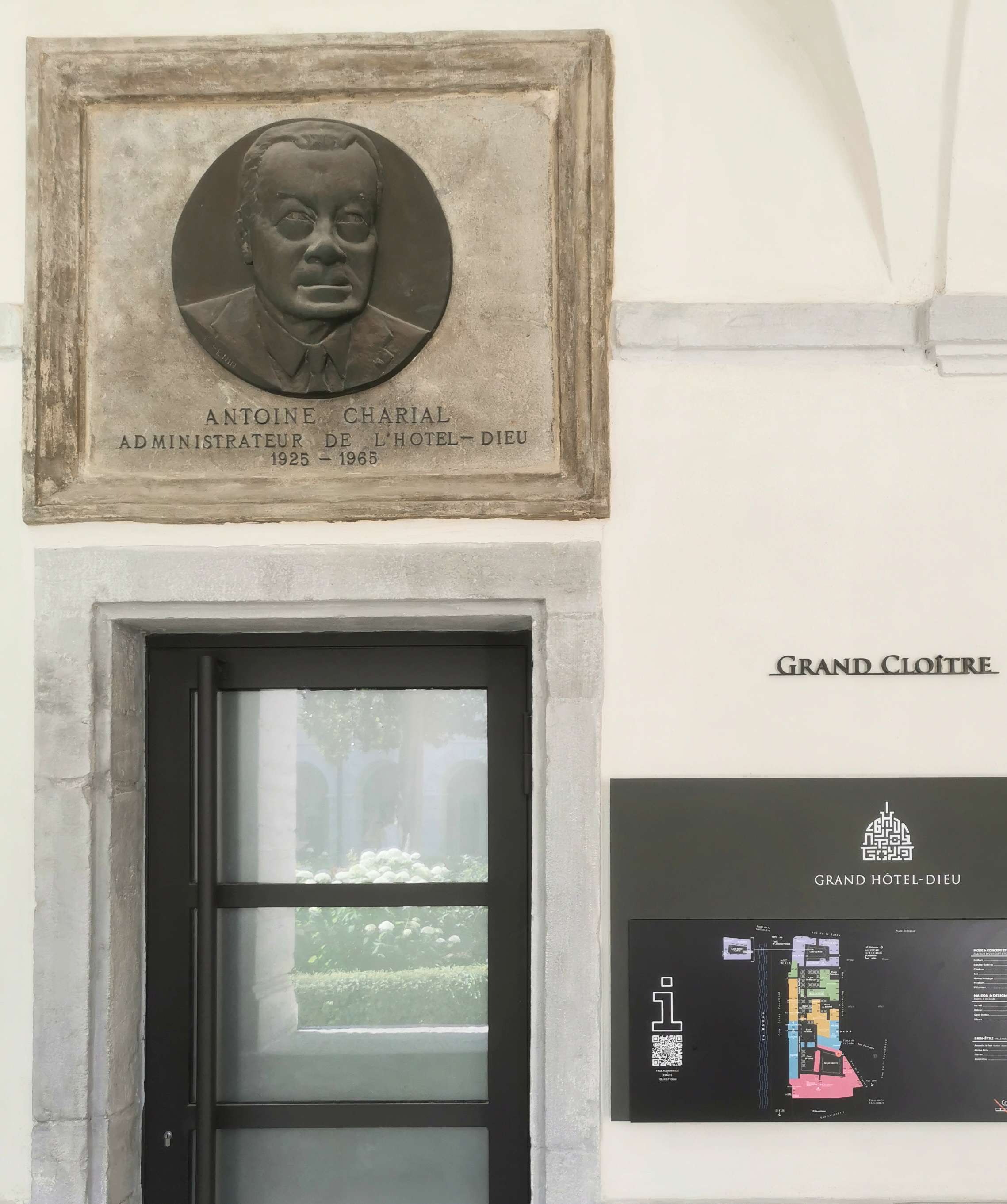
Antoine Charial, administrateur de l'Hôtel-Dieu (1925-1965)

Wilhelm Röntgen découvre les rayons X en décembre 1895 ; conscient des retombées énormes de cette technique, tant en médecine qu'en technologie, il en fait don à l'humanité.

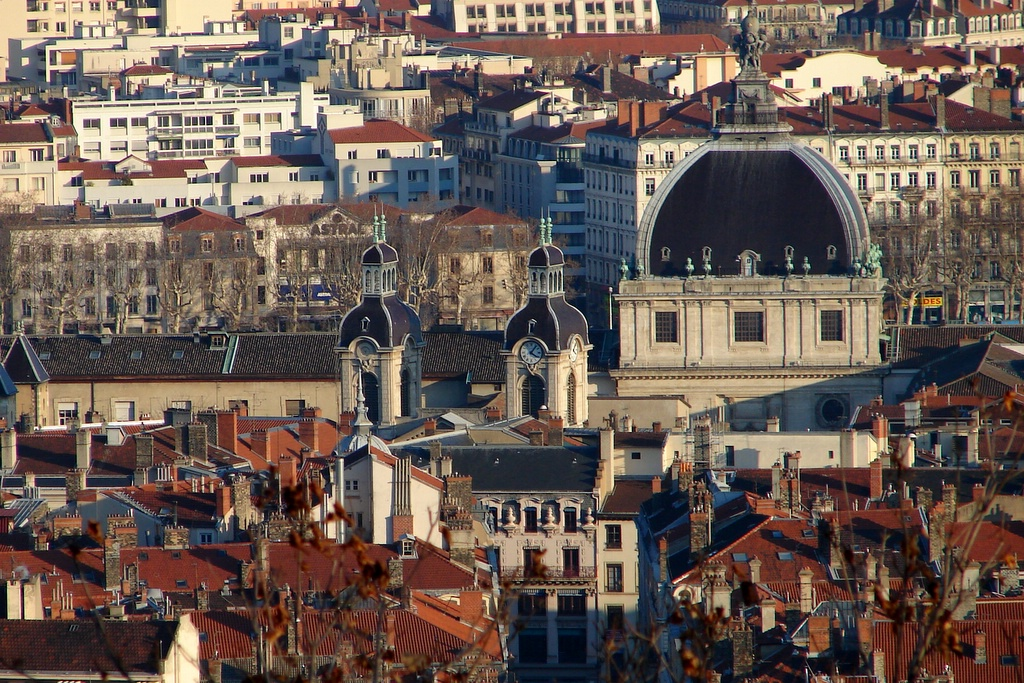
L'Hôtel-Dieu, vu arrière du dôme depuis la colline de Fourvière

À Lyon, Étienne Destot réalise les premières radiographies en février 1896 et, équipé et outillé, il crée le premier service de radiologie français dans une boutique désaffectée de l'Hôtel-Dieu. Ollier y a souvent recours à la fin de sa carrière.
Au début du XXe siècle, entre 1903 et 1909, Jules Courmont avec l’appui du maire de Lyon Édouard Herriot annoncent et mettent en projet la suppression de la fonction hospitalière de l'Hôtel-Dieu, voire souhaitent le démolir en grande partie ne voulant garder que la façade donnant sur le Rhône. Cette destruction en même temps que celle de l'Hôpital de la Charité, doit permettre de compenser les investissements que la mairie consent à faire pour la construction de l'hôpital Édouard Herriot. Cependant alors que le projet a été voté au conseil municipal, l'État classe l'Hôtel-Dieu en tant que monument historique remettant en question le projet de démolition et la création de nouveaux quartiers. L'hôpital Édouard Herriot est cependant construit.
Durant la Première Guerre mondiale, l'hôpital est réquisitionné par l'armée française en août 1914, dans le but de l'utiliser en tant qu'hôpital militaire pour soigner les blessés.
Léon Bérard crée en 1923 le second centre anticancéreux français dans le grand dôme de l'Hôtel-Dieu. Il finance, par l'intermédiaire de l'Association lyonnaise de lutte contre le cancer, l'achat d'une quantité importante de radium qui est utilisé dans le traitement des cancers du col utérin et de la muqueuse buccale. L'afflux de patients nécessite dès 1935 un déménagement à l'hôpital de Grange-Blanche, puis, en 1958, l'installation au centre Léon-Bérard.
La démolition de l'hôpital de la Charité est décidé en 1931, avant d'être réalisée en 1934, alors que le destin de l'Hôtel-Dieu est toujours remis en question régulièrement. En 1936, le musée des Hospices civils de Lyon est créé dans l'Hôtel-Dieu. Plusieurs œuvres de l'hôpital de la Charité sont transférés dans ce musée.
Durant la Seconde Guerre mondiale, l'Hôtel-Dieu est endommagé par plusieurs incidents. Le 2 septembre 1944, la destruction du pont de la Guillotière par les Allemands induit la destruction de certains vitraux de l'Hôtel-Dieu. Le 4 septembre 1944, le grand dôme prend feu après avoir reçu des tirs ; il est totalement détruit par l'incendie. C'est uniquement durant les années 1960 que les fonds sont débloqués pour la reconstruction du dôme.

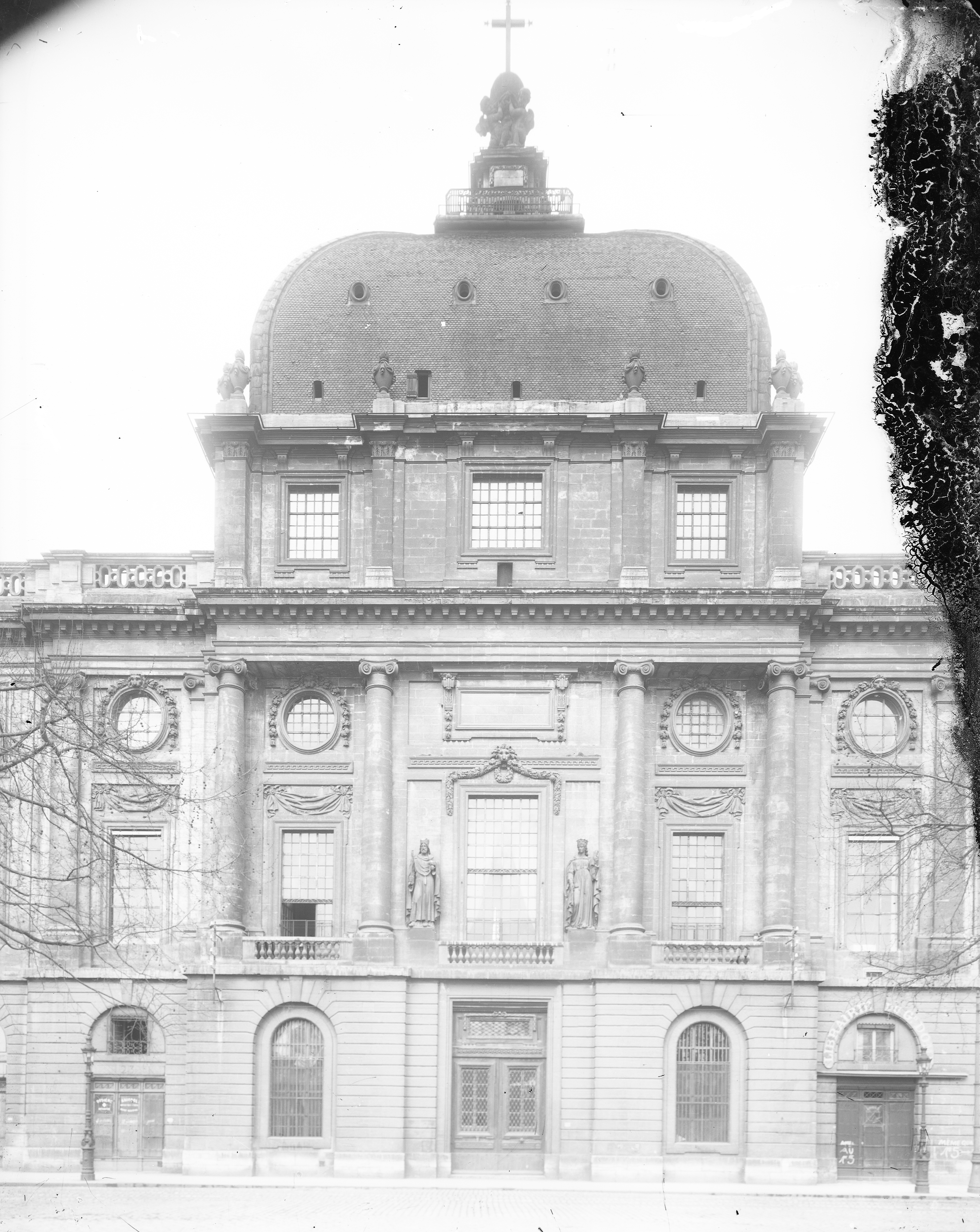
Dôme d'origine
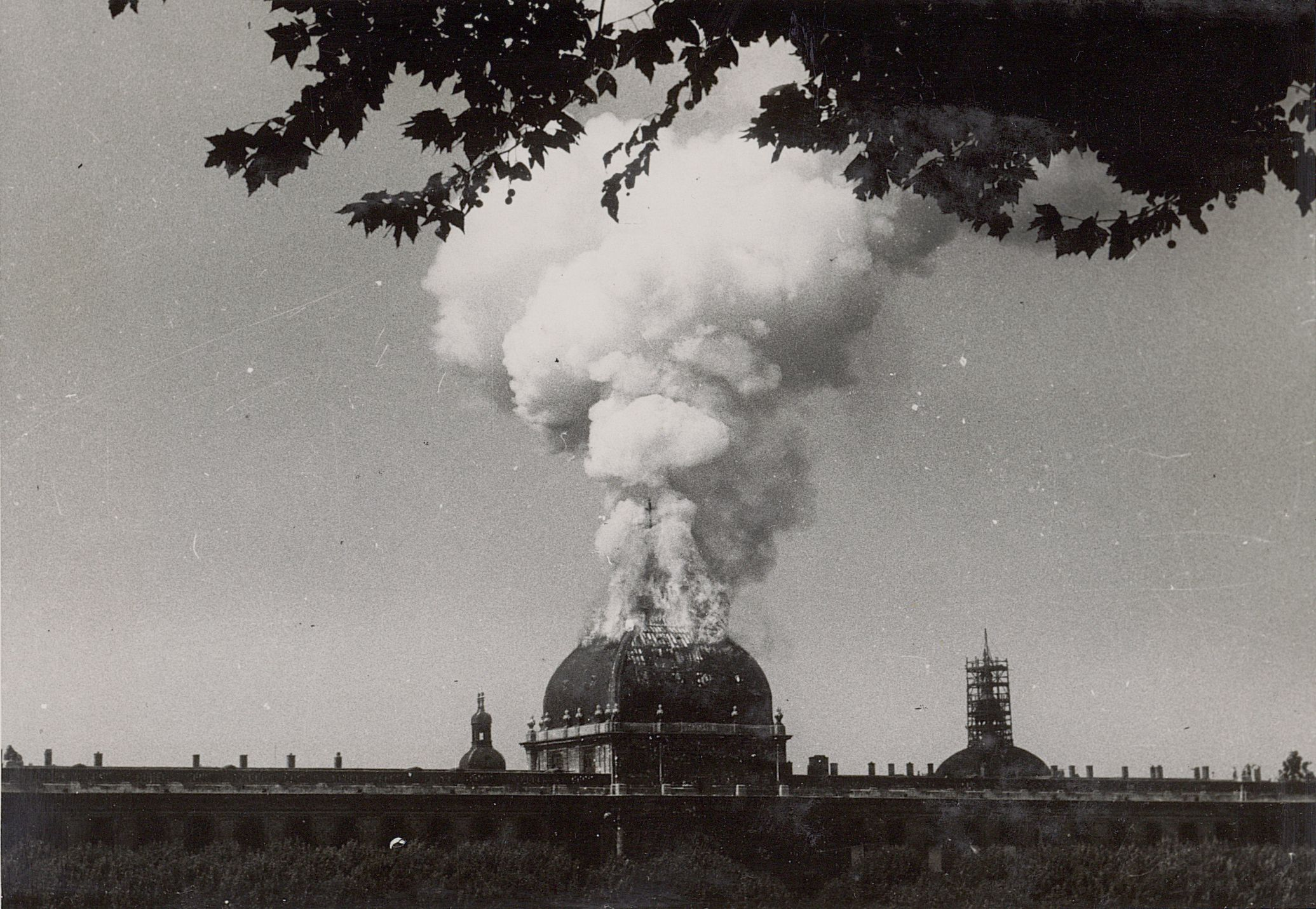
Incendie du dôme le 4 septembre 1944
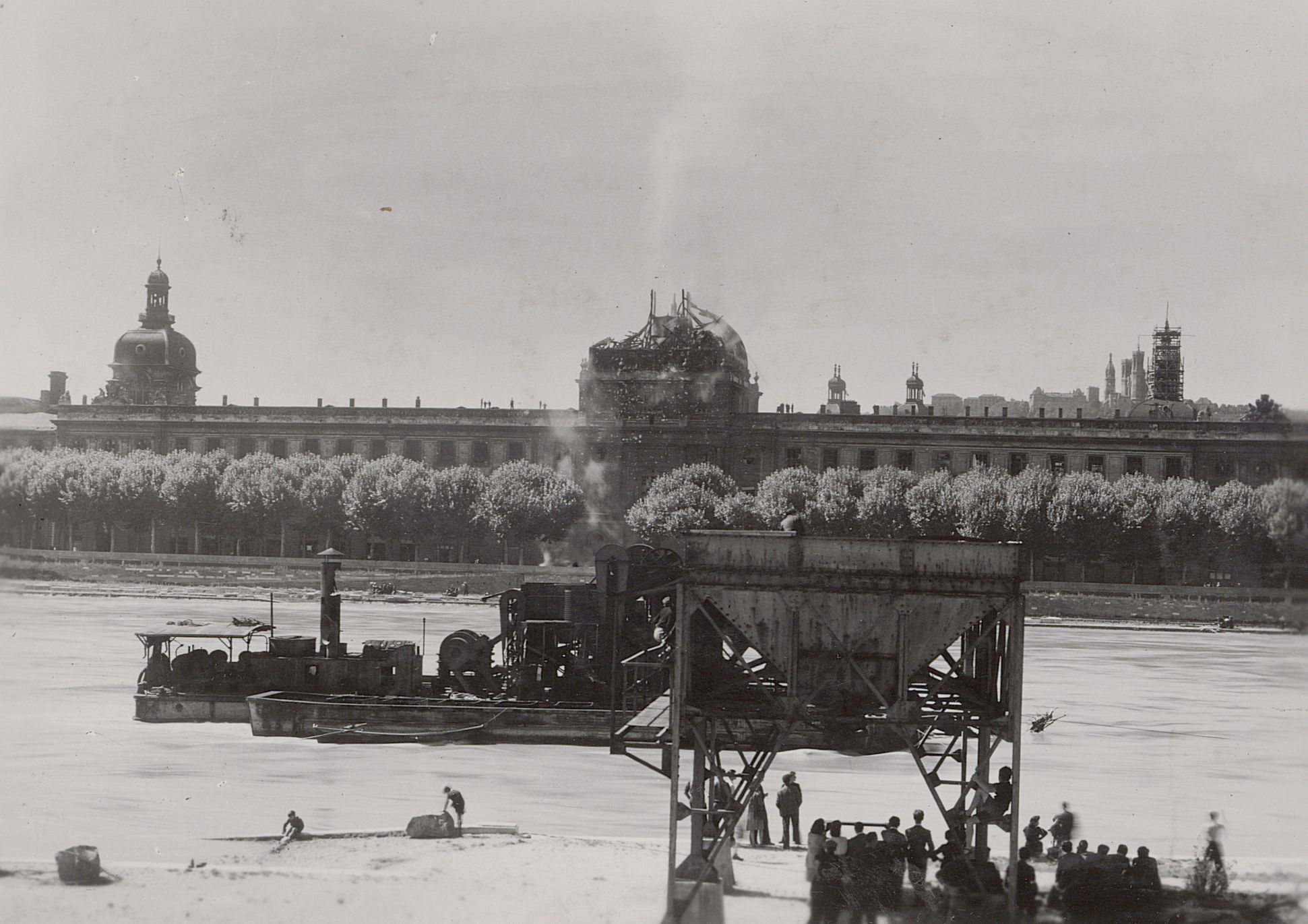
Fin de l'incendie du dôme le 4 septembre 1944
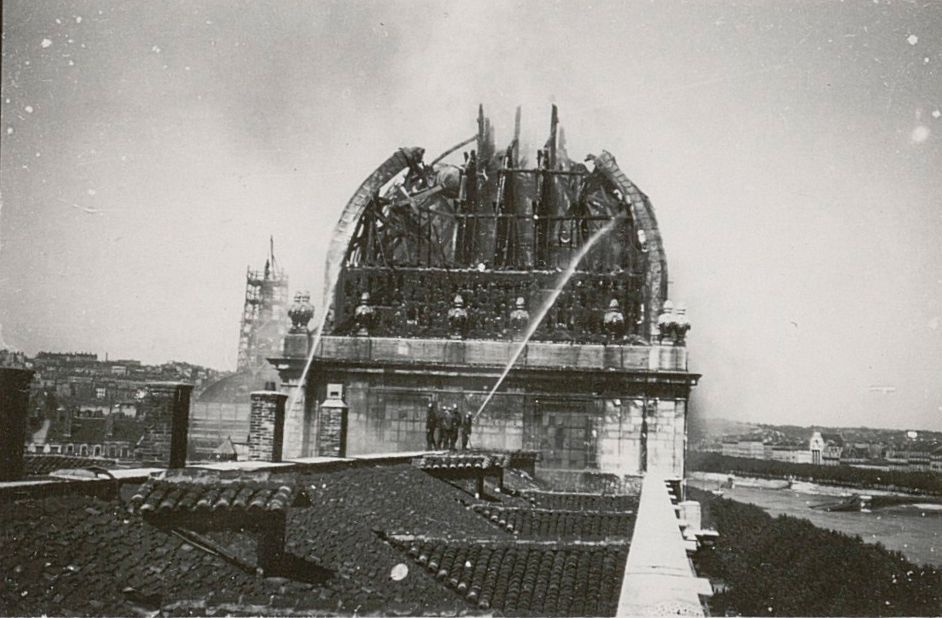
Les pompiers éteignent l'incendie du dôme
L'Hôtel-Dieu sans son dôme et avec de nombreux impacts

La façade au sud, puis la façade donnant sur le Rhône, de l'Hôtel-Dieu sont par la suite restaurées, alors que le nord de l'Hôtel-Dieu constitué du « passage de l'Hôtel-Dieu » est remplacé par des immeubles neufs.
Pendant la seconde moitié du XXe siècle, l'hôpital continue son activité médicale, un grand nombre des accouchements des hospices civils de Lyon ont lieu dans l'Hôtel-Dieu, alors que des services de chirurgie digestive et de diabétologie sont créés.

## Privatisation
L'Hôtel-Dieu a été jusqu’à octobre 2010 un centre hospitalo-universitaire dépendant des Hospices Civils de Lyon. Afin de récupérer et louer ce bâtiment exceptionnel construit sur un site de premier ordre, le premier hôpital lyonnais a été définitivement fermé et tous ses services ont été transférés vers d’autres établissements des Hospices Civils de Lyon.
À la suite du projet présenté le 25 septembre 2009, le comité de pilotage du projet de reconversion du site de l’Hôtel-Dieu a annoncé le vendredi 29 octobre 2010, la candidature retenue de l’équipe constituée de Eiffage Construction avec Generim et d'Albert Constantin (architecte lyonnais) et Didier Repellin (architecte en chef des Monuments historiques) avec InterContinental (chaîne hôtelière),.
L'Hôtel-Dieu est reconverti partiellement en hôtel de luxe de 140 chambres dont l’entrée se fait par le dôme central. Les rez-de-chaussée sont destinés aux activités commerciales, comme prévu jadis sur les plans de Soufflot, et le reste du site est occupé par des activités tertiaires et un centre de conventions. Enfin, les cours intérieures sont ouvertes au public. Les travaux démarrent en 2015. La commercialisation de l'offre (de 13,422 m2 de bureaux, 17,625 m2 de commerces, un hôtel 5 étoiles, la cité de la gastronomie, etc.) a été lancée en mars 2016 sous le nom de Grand Hôtel-Dieu. Selon une estimation, près de sept millions de visiteurs pourraient chaque année envahir les lieux. L'ouverture officielle au public s'est déroulée le vendredi 27 avril 2018 avec une programmation de deux mois de festivités. 4,8 millions de visiteurs sont venus la première année.
L'Hôtel-Dieu renfermait également le musée des hospices civils de Lyon, témoin de son riche passé. Il a fermé définitivement fin décembre 2010. Il y a toujours le projet de réinstallation d'un grand musée médical et anatomique, qui pourra rassembler de nombreuses collections lyonnaises d'un immense intérêt historique : notamment celles du Musée Testut-Latarjet. Cette réunion pourrait devenir l'un des plus grands musées médicaux de France.
Le 4 juin 2019 a lieu l'ouverture de l'hôtel 5 étoiles InterContinental Lyon - Hotel Dieu le long de la façade principale avec, au centre de l'édifice, le bar Le Dôme sous la coupole de Soufflot.
En octobre 2019 ouvre la cité internationale de la gastronomie de Lyon autour du dôme des Quatre-Rangs à côté de la chapelle sur un espace de 4 000 m2 dans la partie ancienne des bâtiments qui datent du XVIe au XVIIIe siècle. La cité internationale de la gastronomie ne résiste pas à la crise du Covid-19 et annonce sa fermeture le 6 juillet 2020. En octobre 2022, une nouvelle version de la cité de la gastronomie, gérée directement par la métropole, est ouverte,.
Lors des manifestations contre la réforme des retraites en décembre 2019, l'Hôtel-Dieu est ciblé par des manifestants, reprenant notamment le slogan « un temple du capital sur les ruines d'un hôpital », et devient le symbole des politiques de privatisation et de destruction des services publics. À partir de janvier 2020, il est systématiquement protégé par un important dispositif policier lors des manifestations, la préfecture préférant détourner les parcours des cortèges. Les forces de l'ordre y mobilisent le plus souvent des véhicules avec canons à eau, déversant leurs puissants jets sur les manifestants. Le carrefour entre la rue de la Barre et le quai Gailleton devant l'Hôtel-Dieu est alors régulièrement le lieu d'affrontements entre les forces de l'ordre et les manifestants.

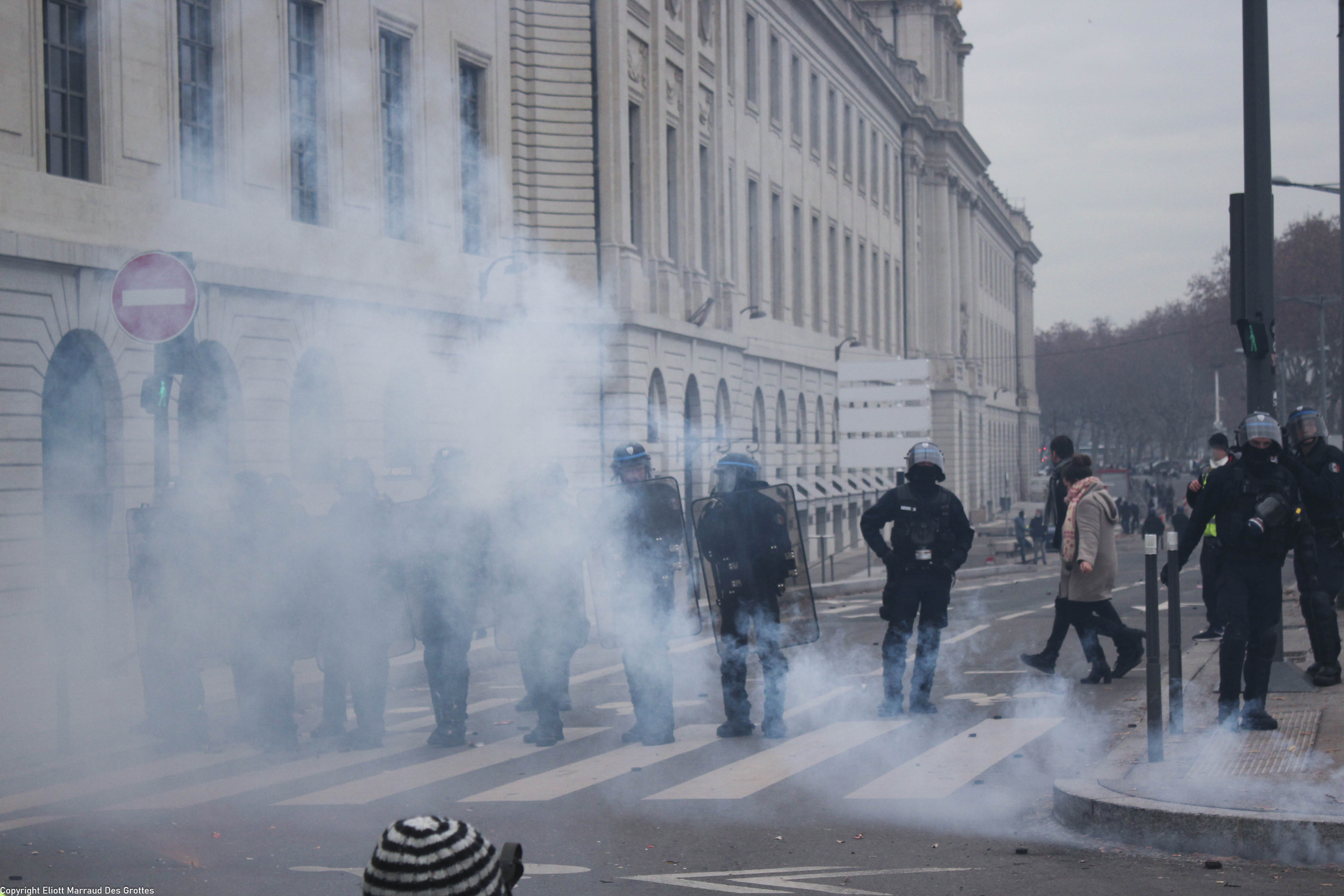
Image prise devant l'hôtel dieu pendant une manifestation gilets jaune (les visages visibles ont été censurés) - Photo réalisé par le photographe Eliott Marraud des Grottes

## Galerie

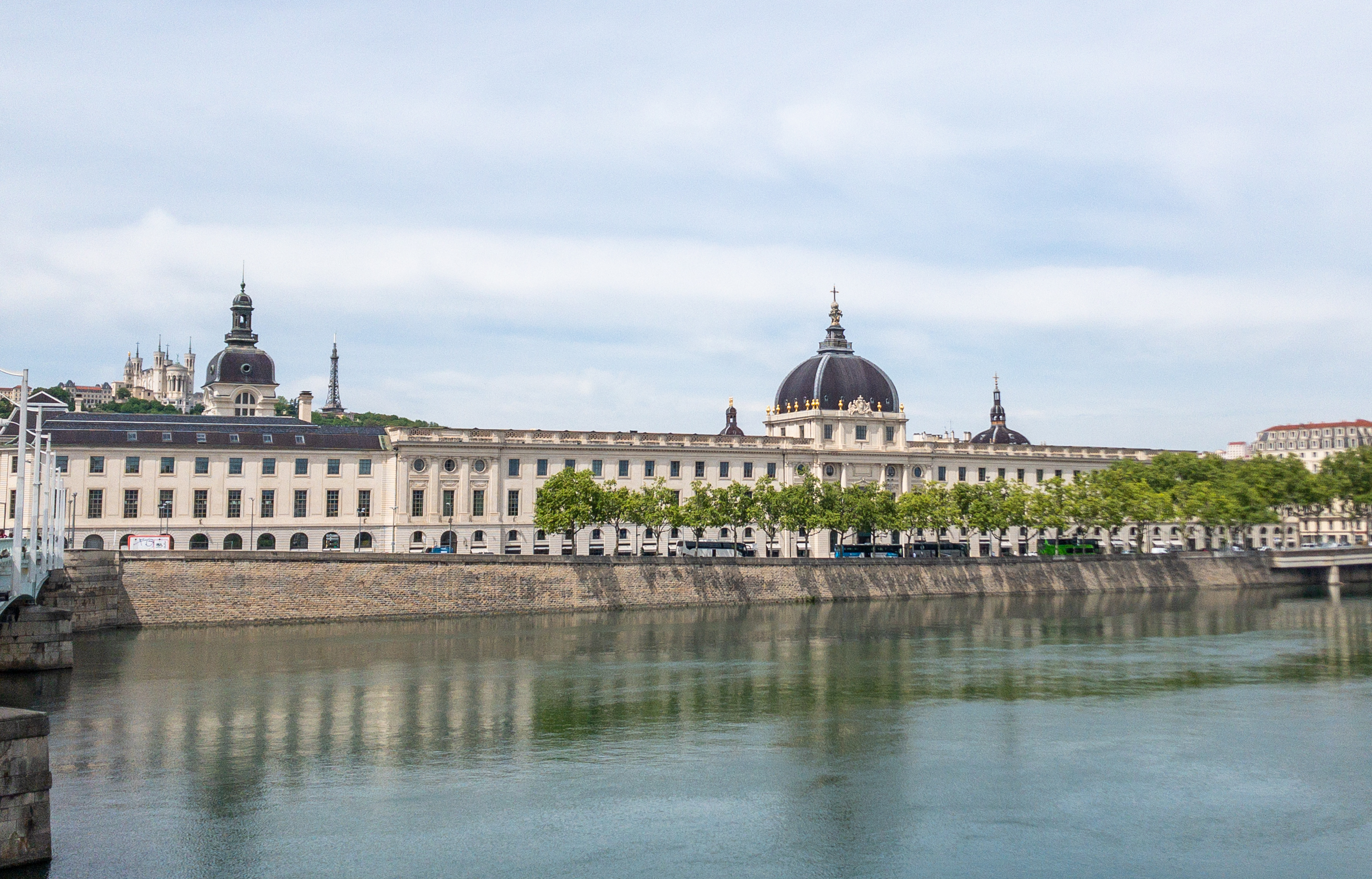
Vue d'ensemble
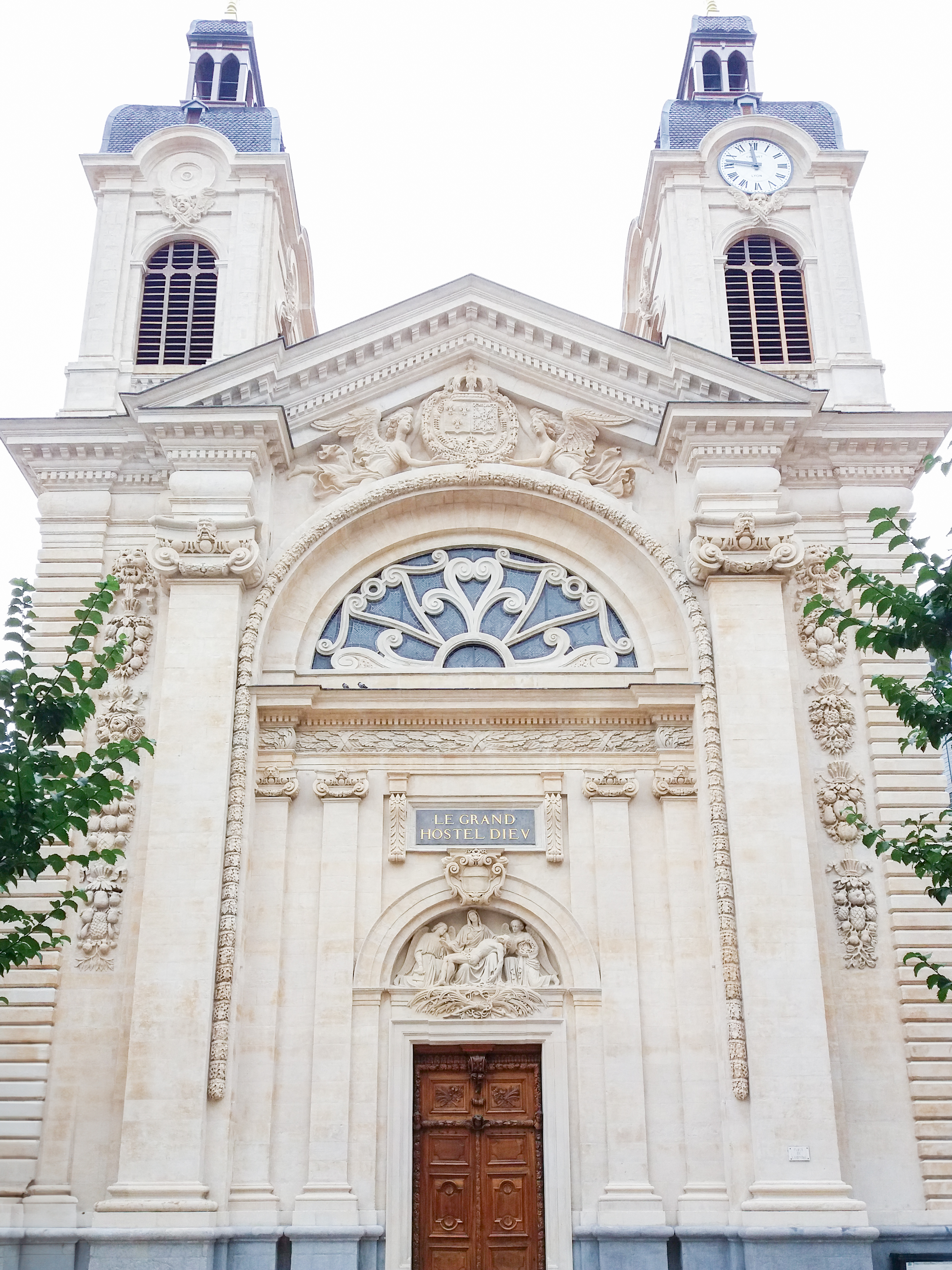
Chapelle
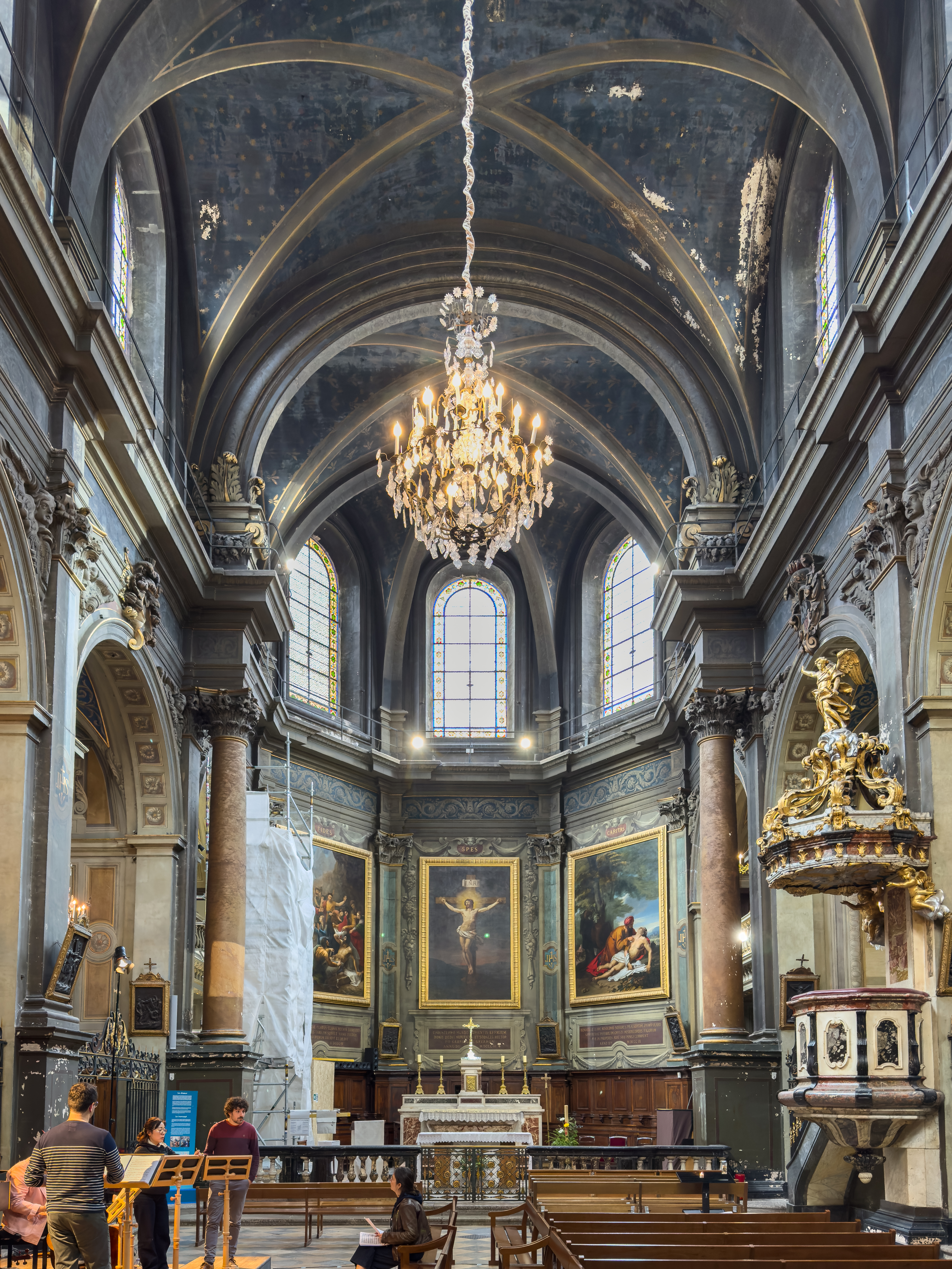
Chapelle
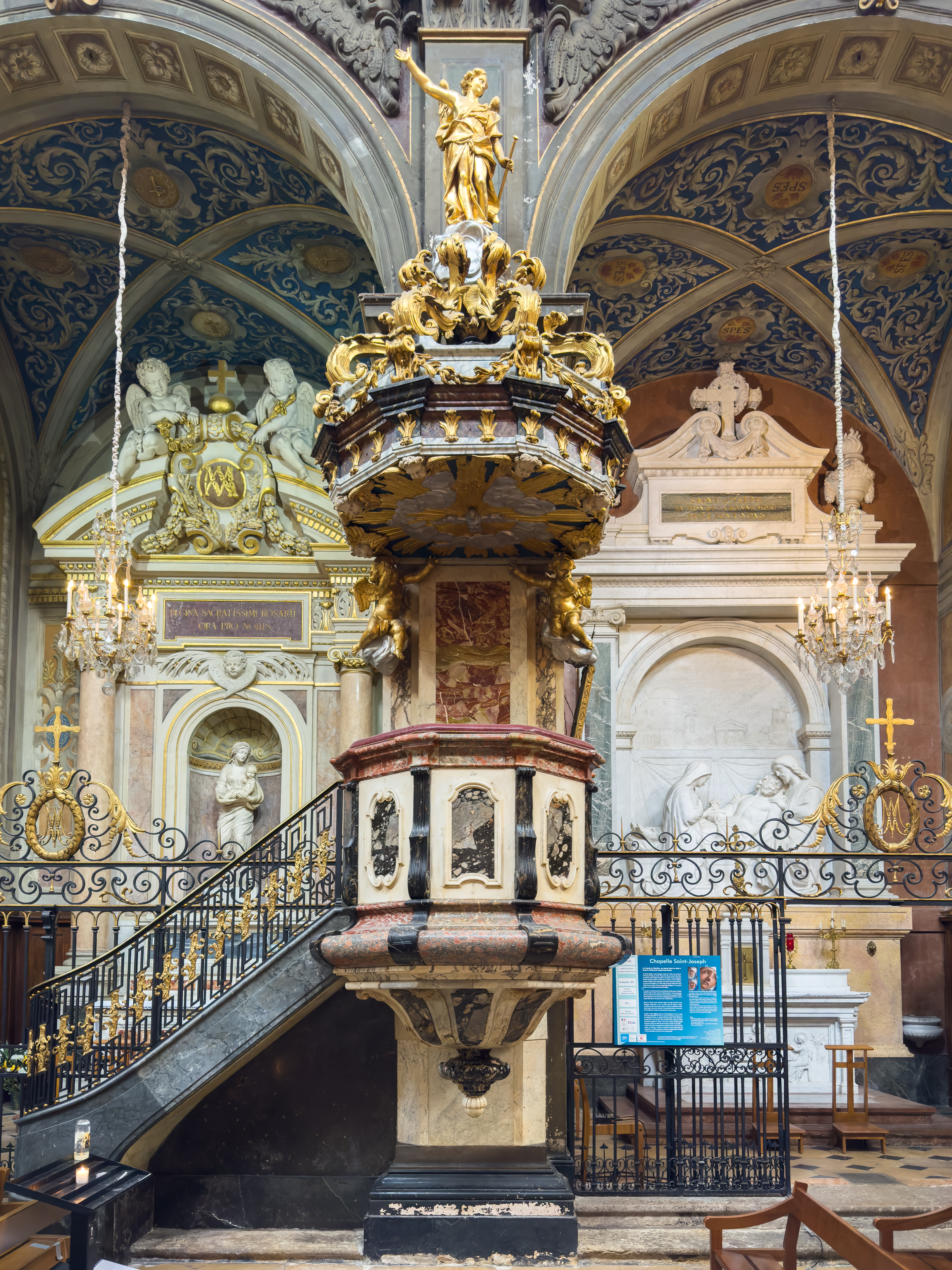
Chapelle
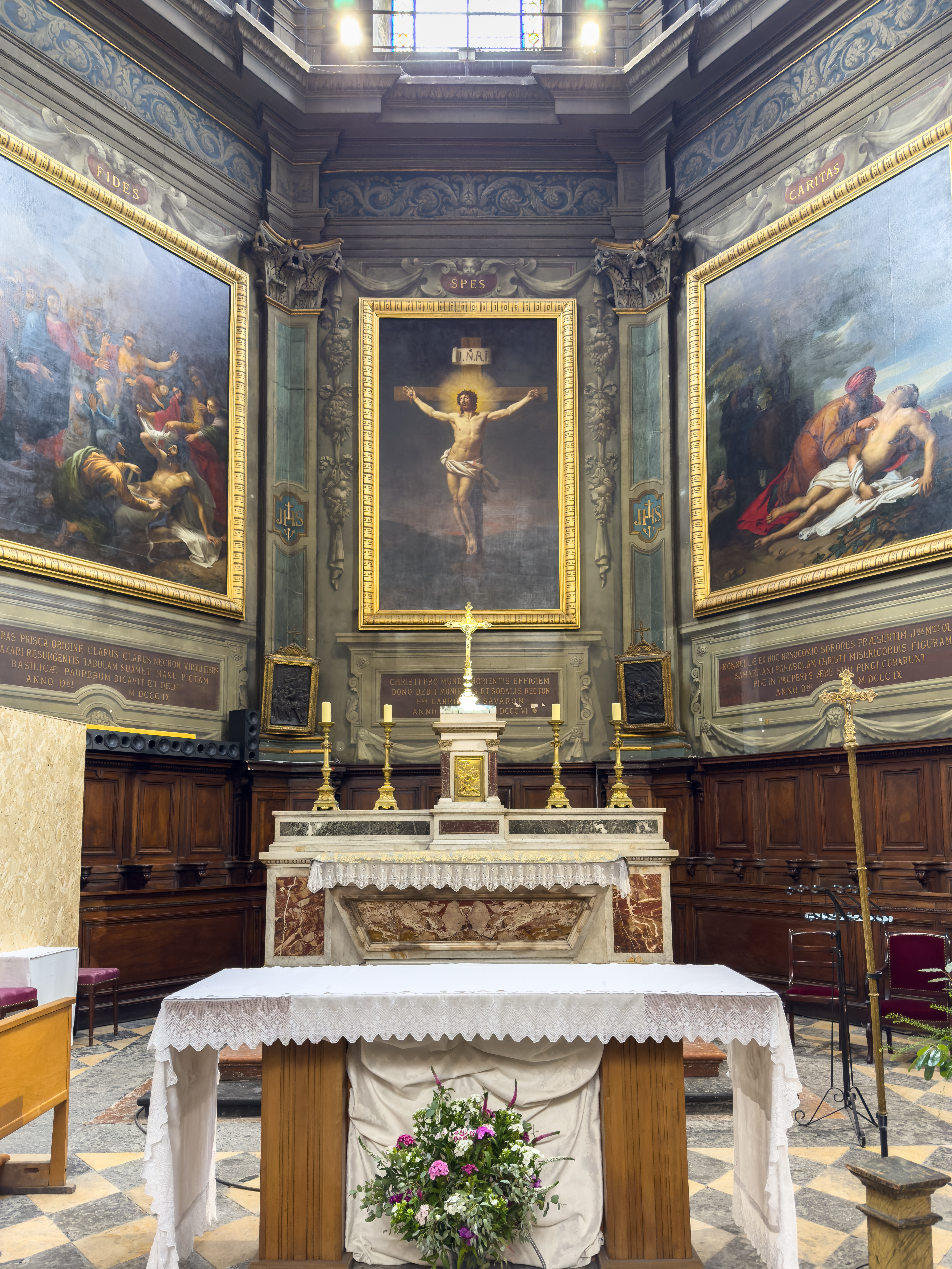
Chapelle
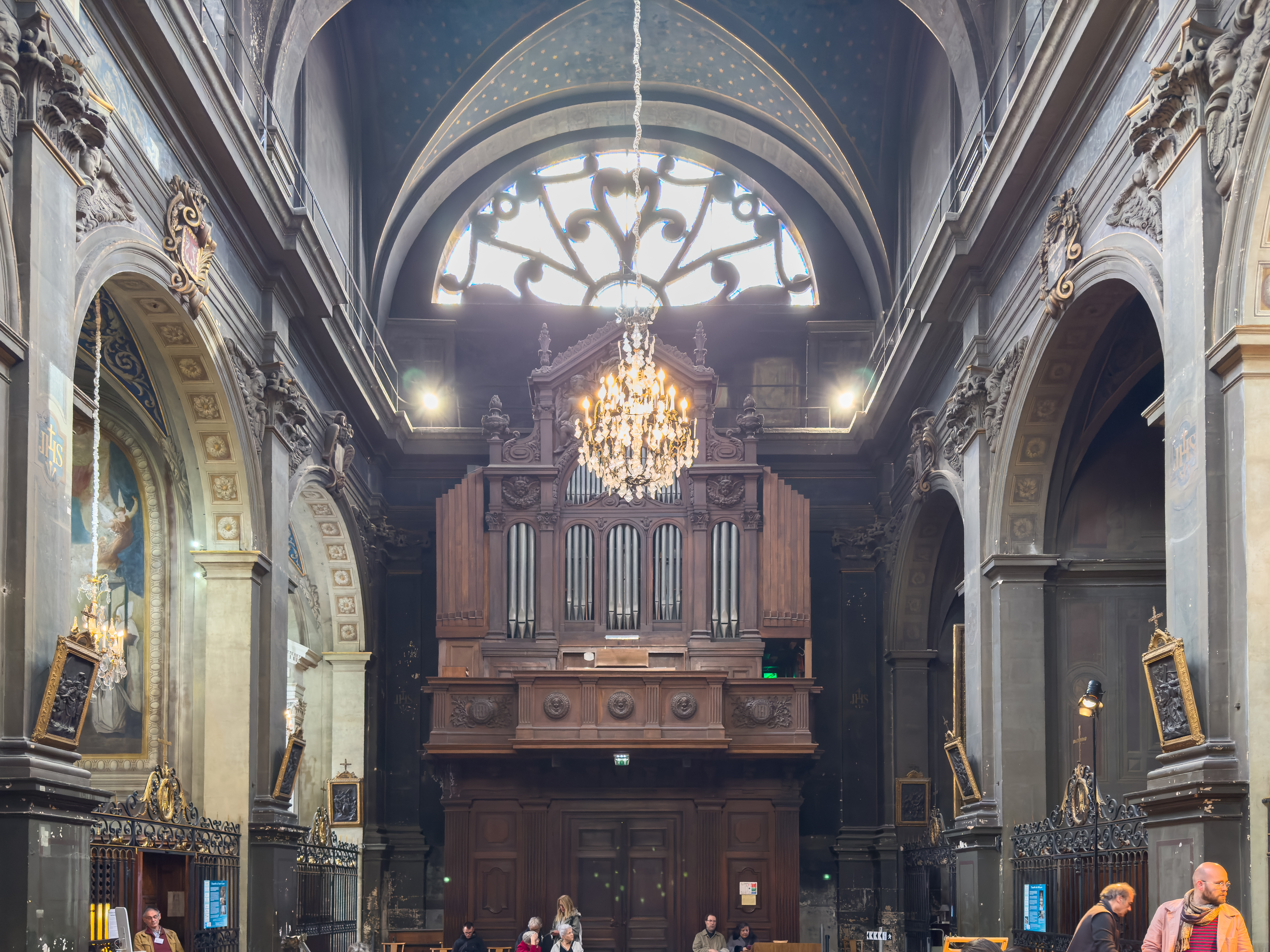
Chapelle
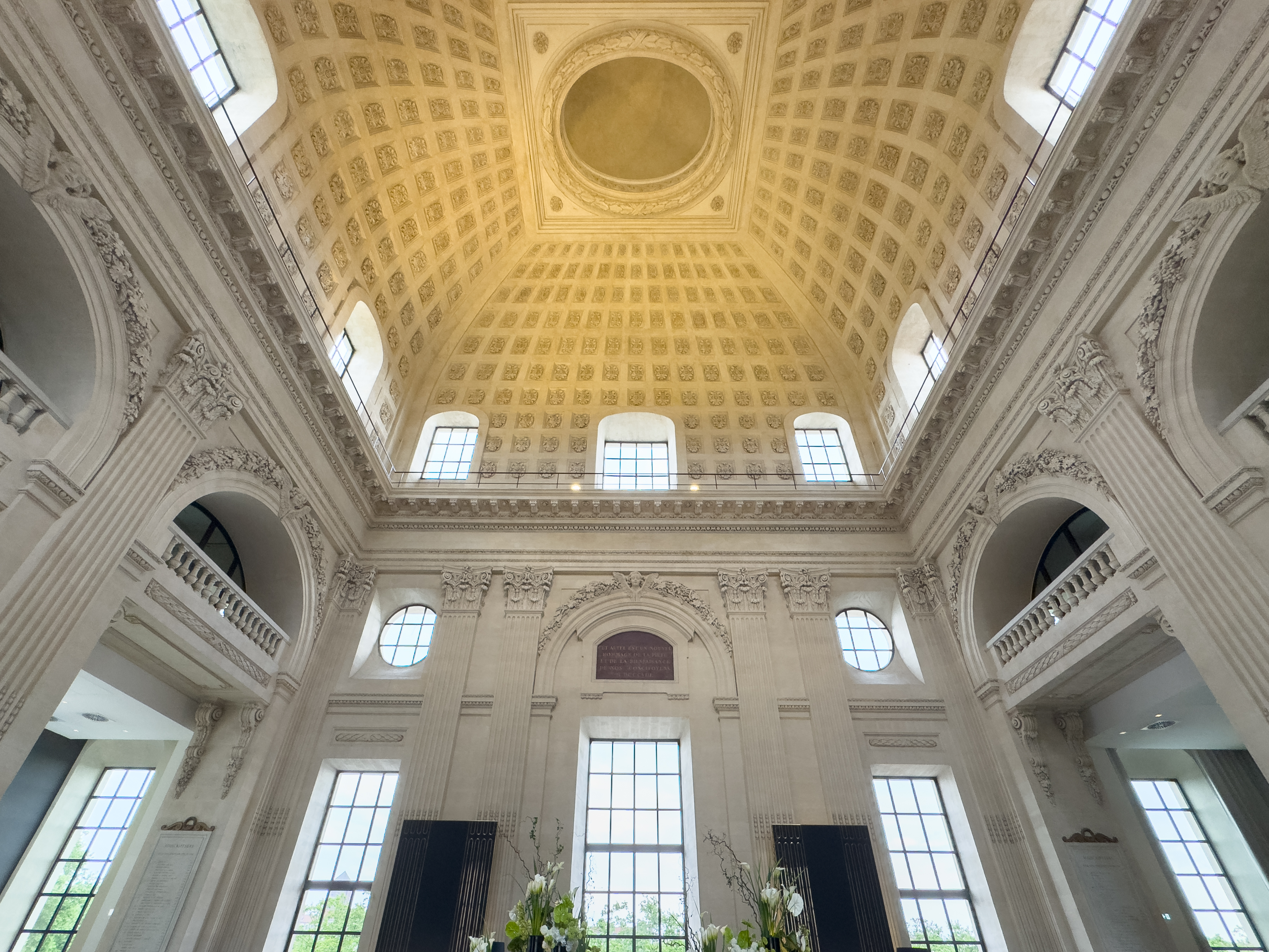
Le Dôme
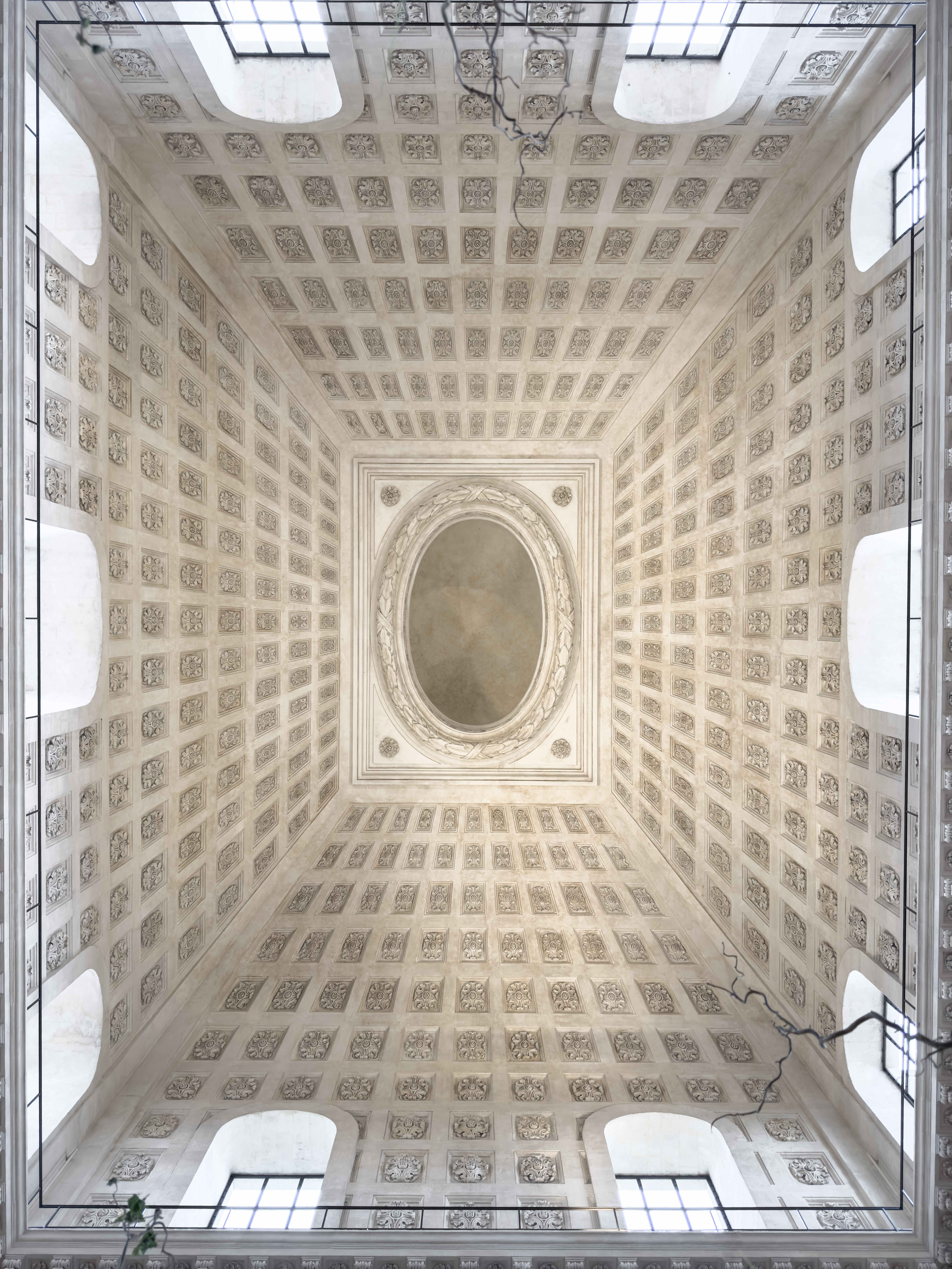
Le Dôme
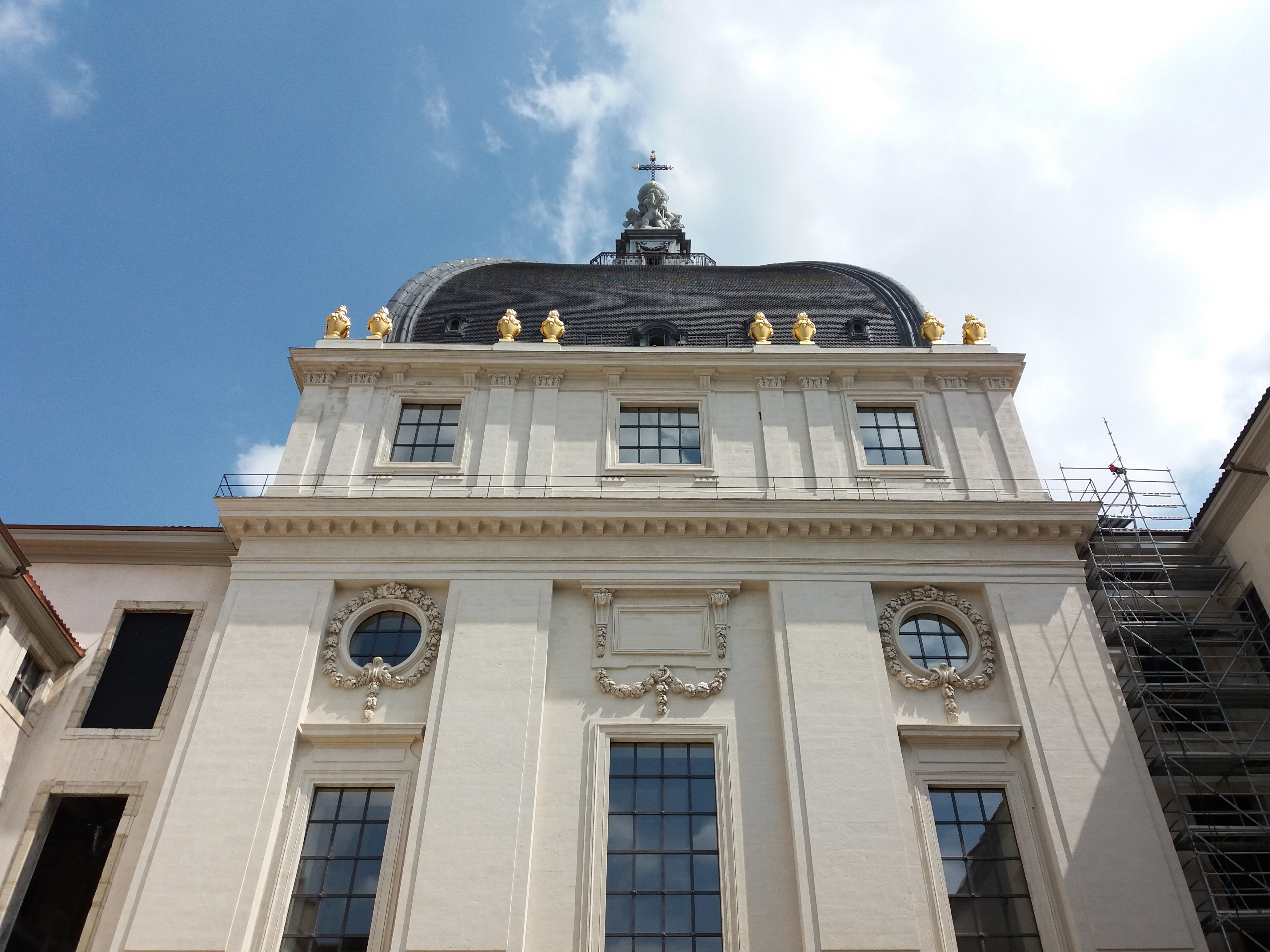
Façade sur Cour Saint-Henri
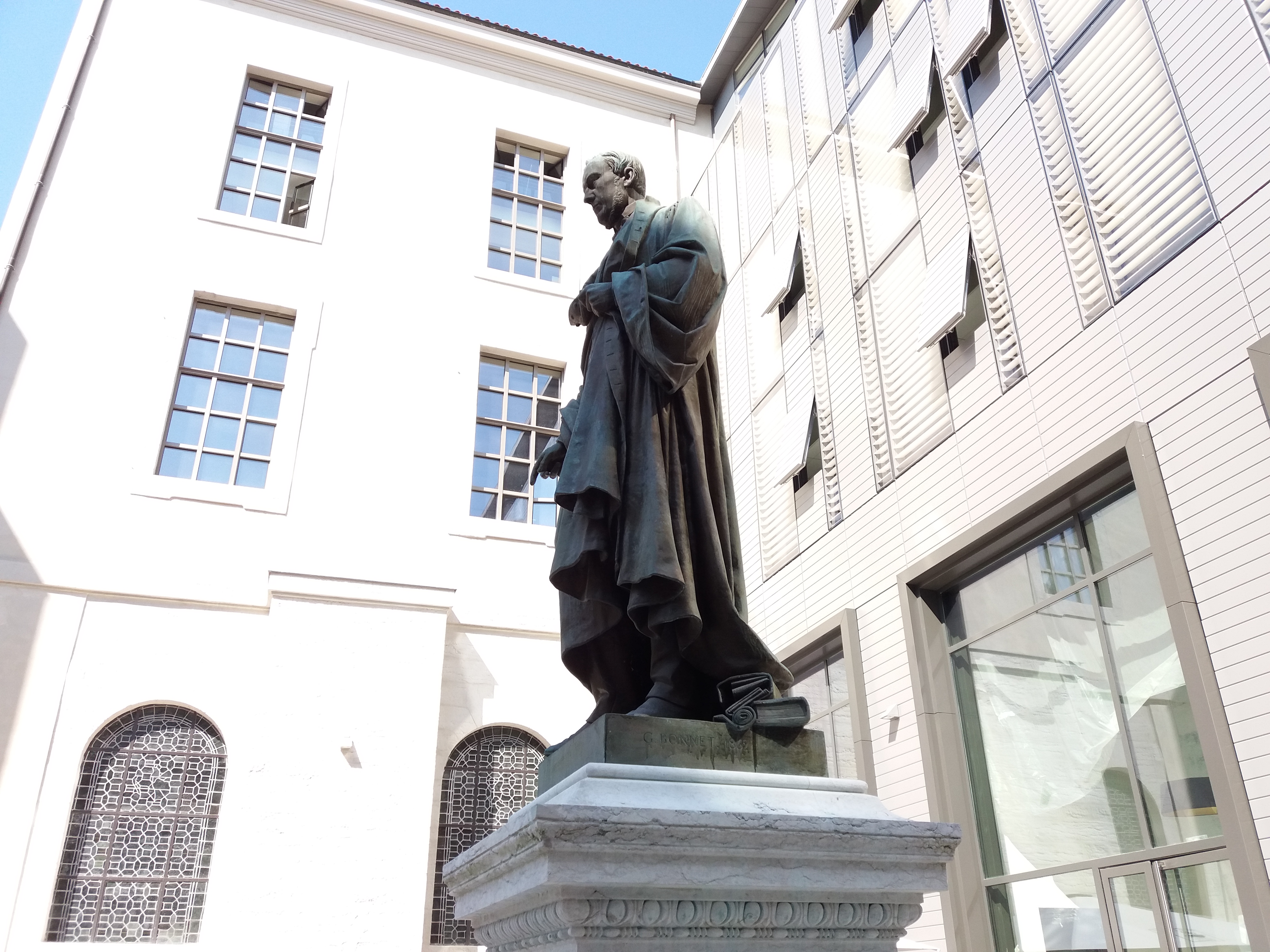
Statue d'Amédée Bonnet
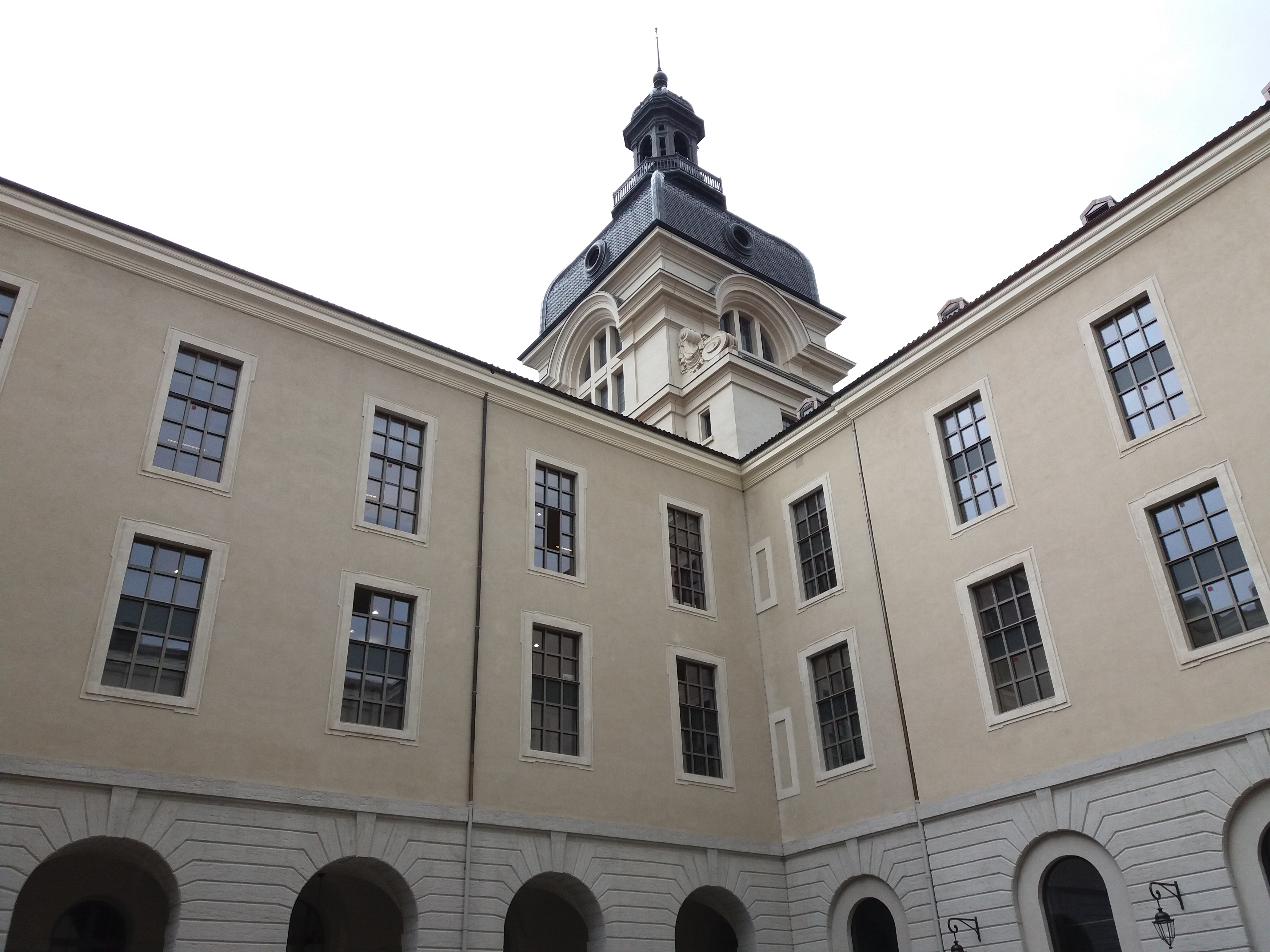
Façade sur Cour Saint-Martin
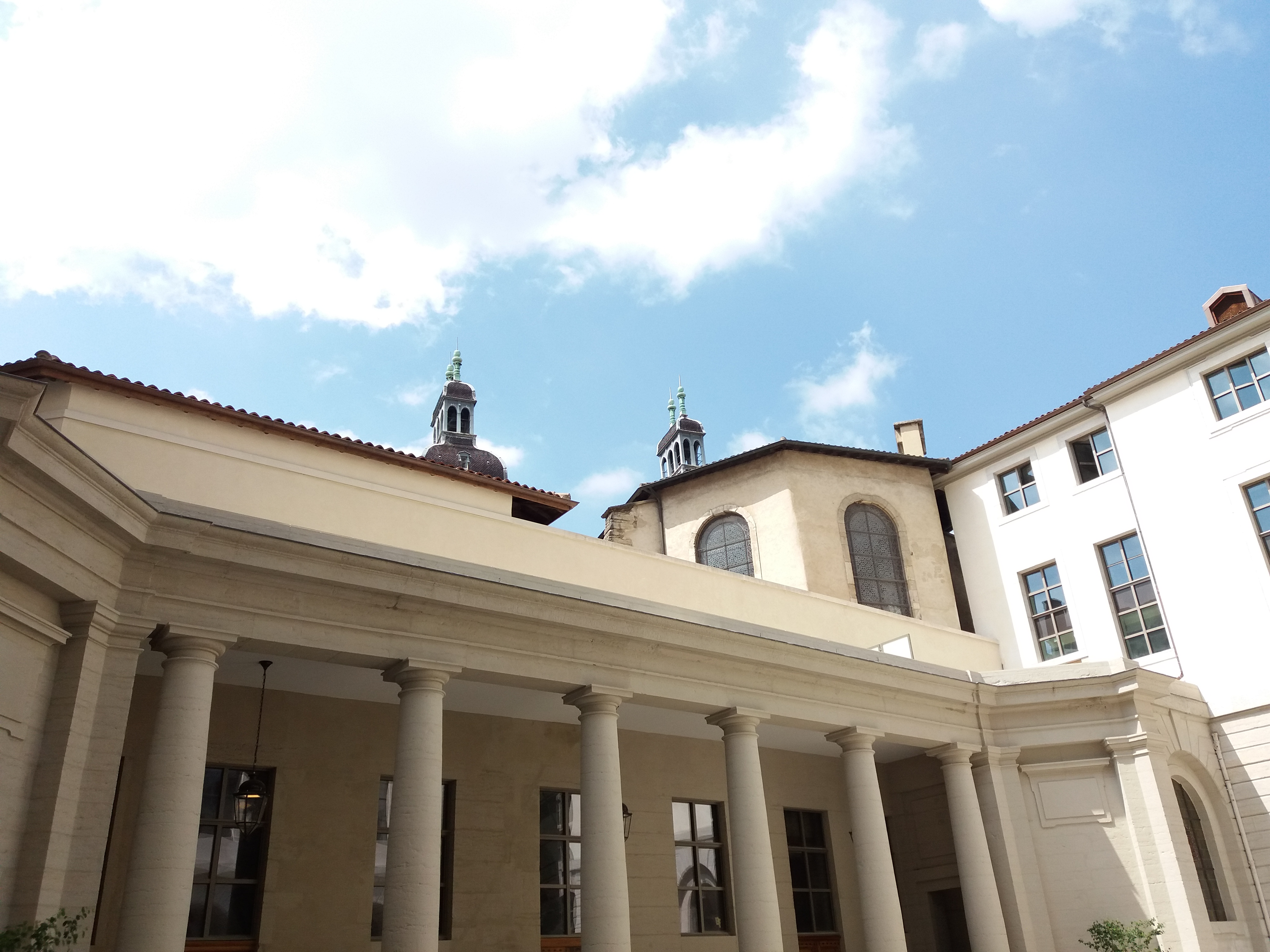
Façade sur Cour Saint-Henri
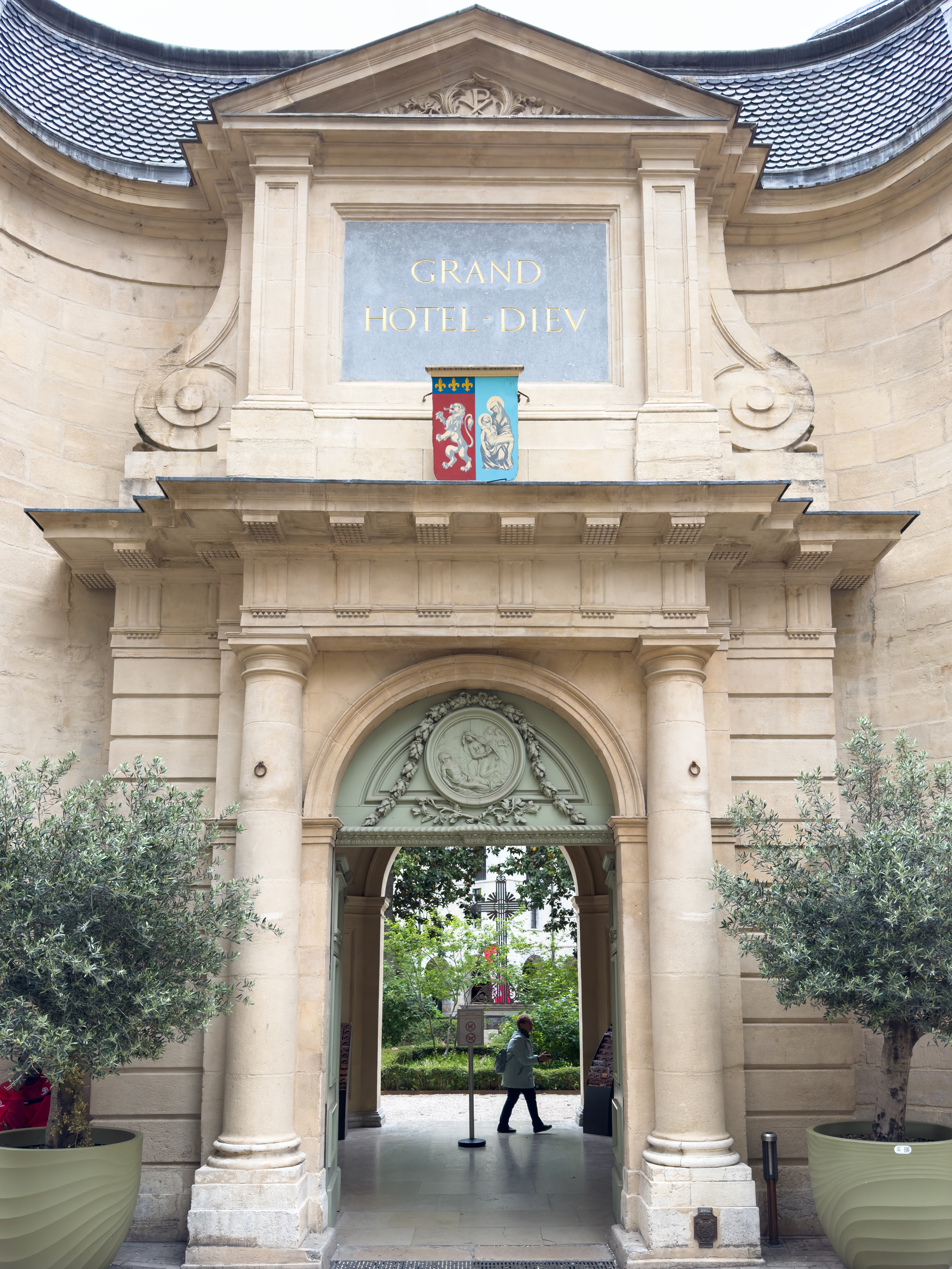
Entrée cour d'honneur
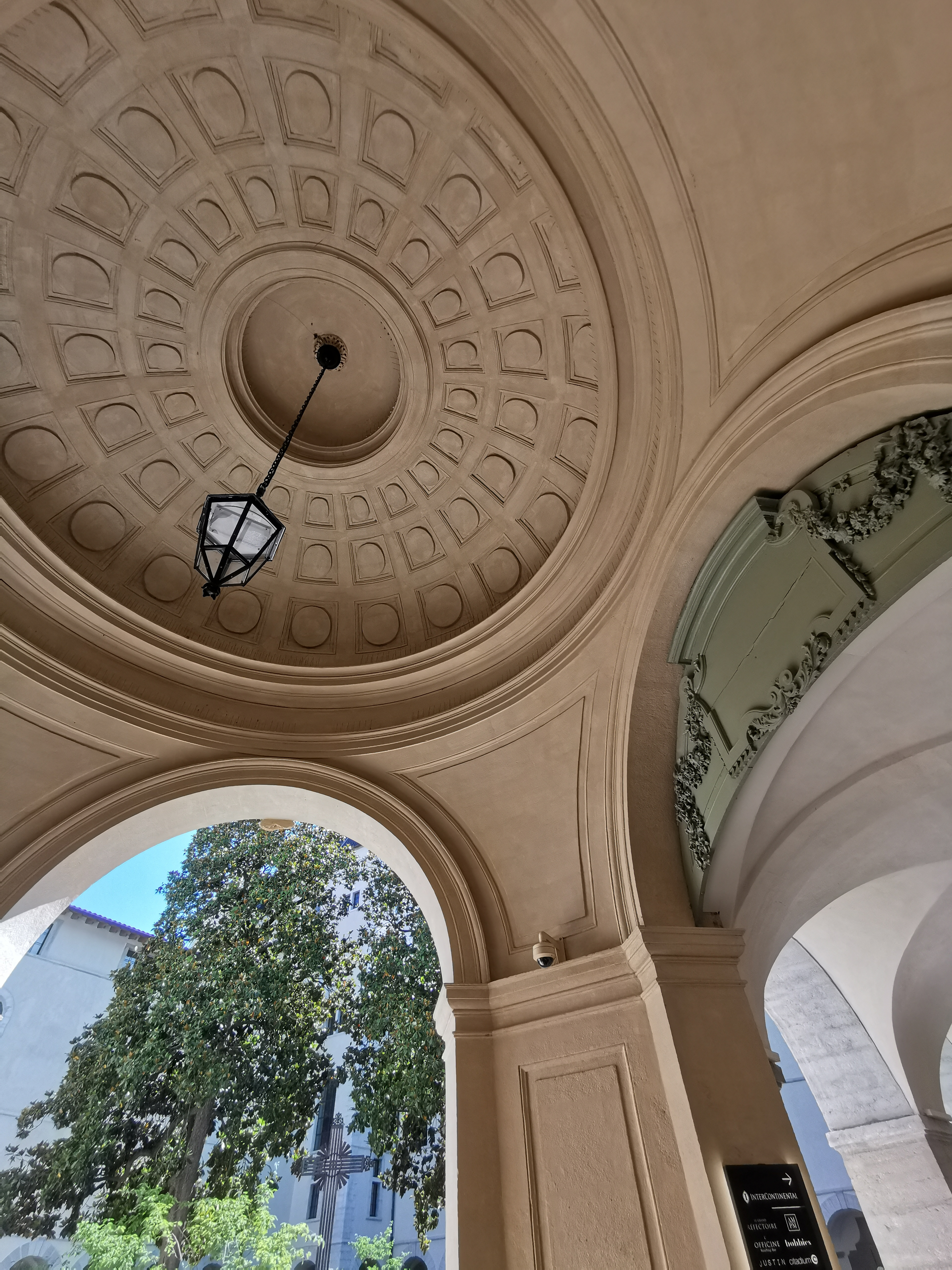
Dome de l'entrée vue intérieure
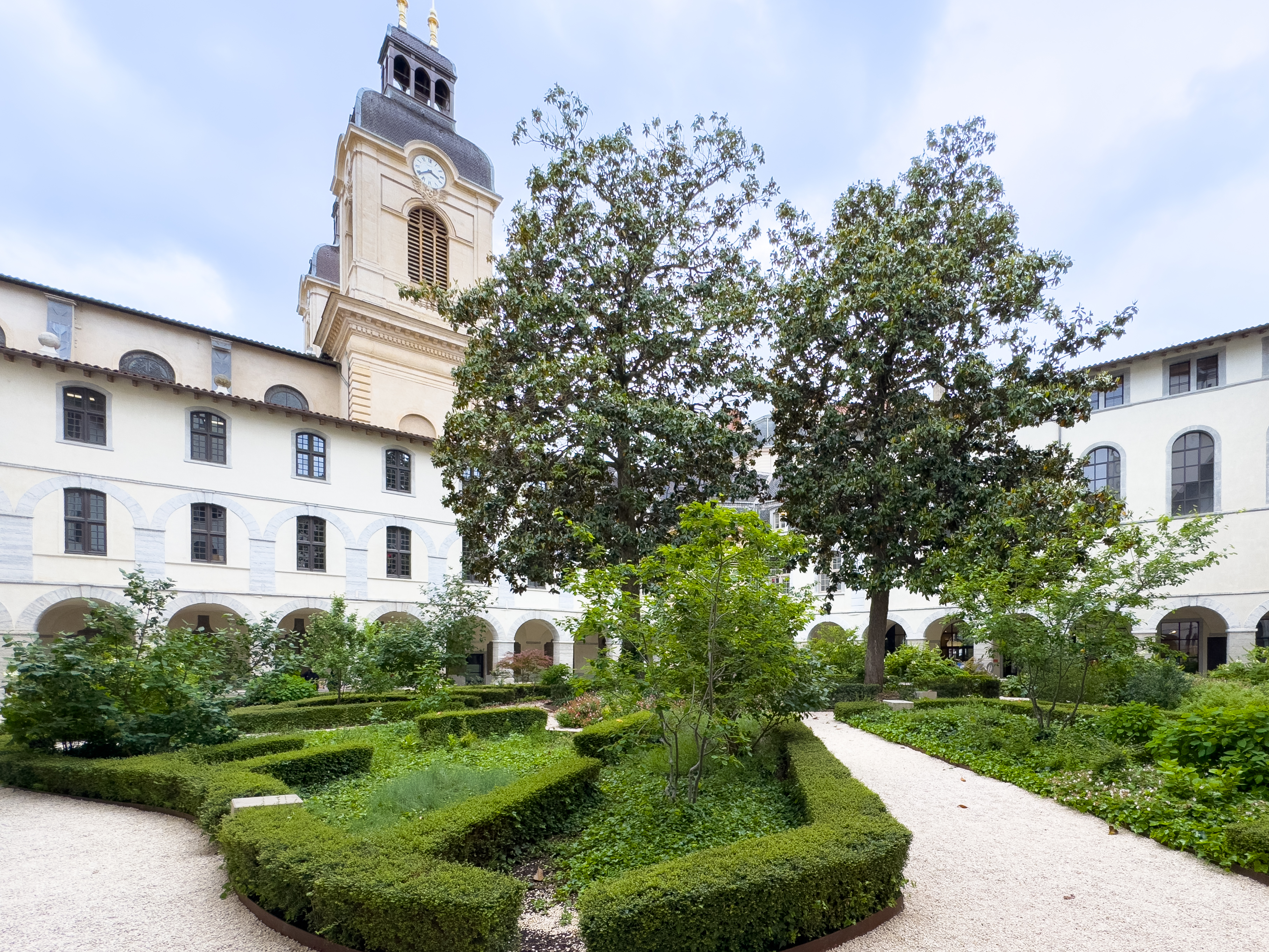
Cour d'honneur arborée et plates-bandes fleurie
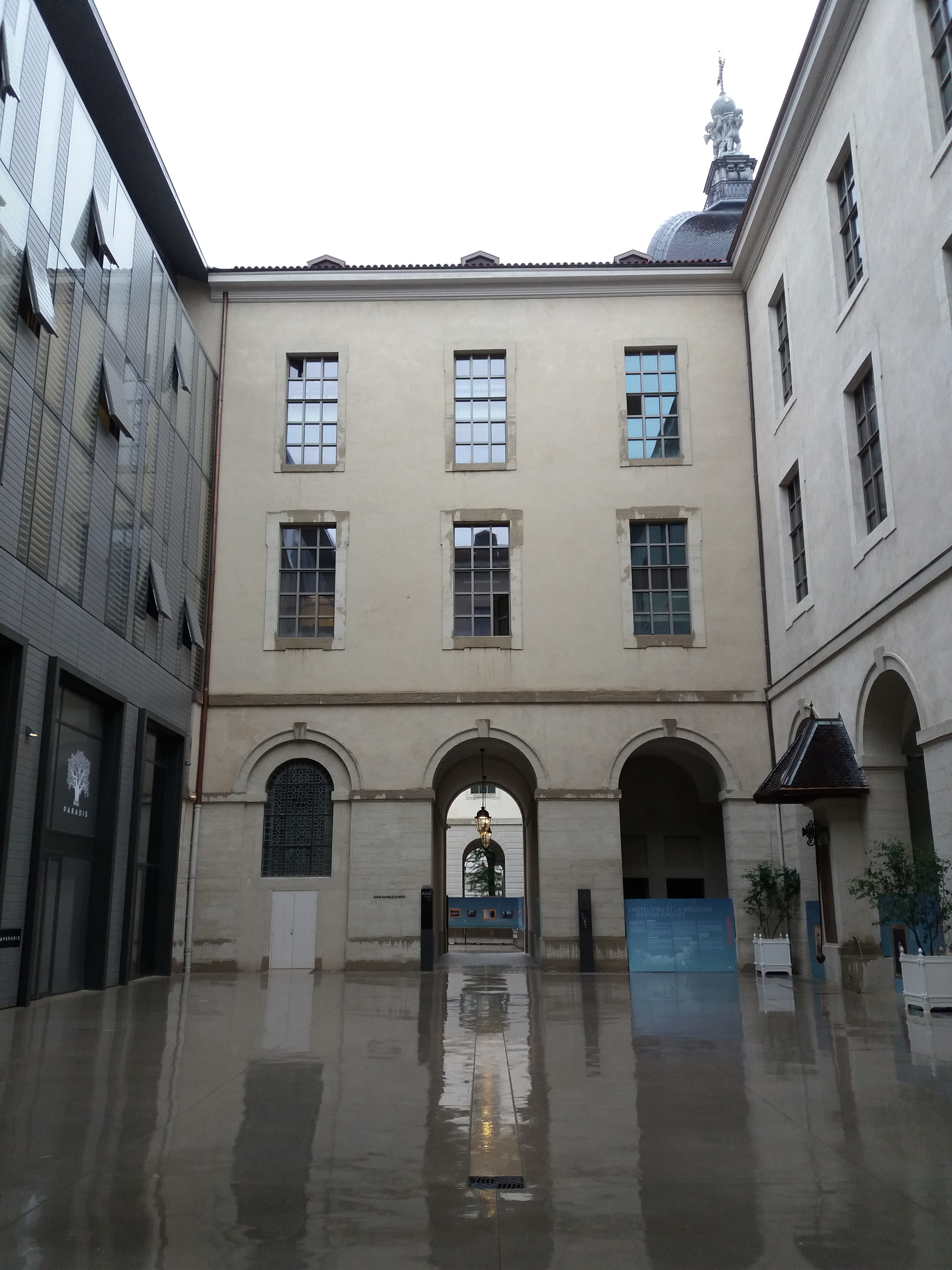
Cour Sainte-Élisabeth
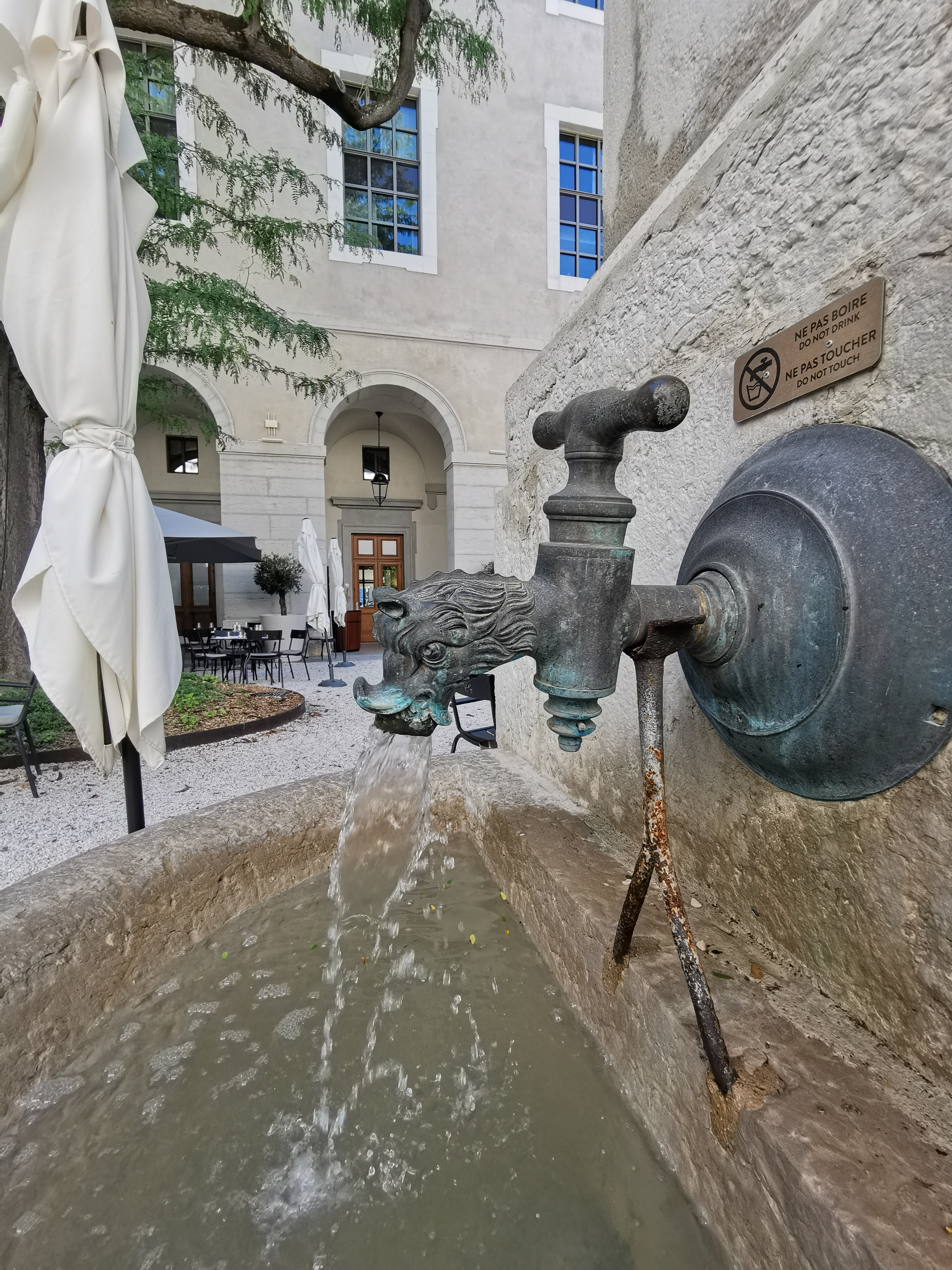
Ornamentation d'une fontaine cour intérieure

## Accessibilité
Ce site est desservi par la station de métro Bellecour.

### Ouvrages généraux
- Alain Bouchet et al. La Médecine à Lyon des origines à nos jours, Paris, Éditions Hervas, 1987, 540 p. (OCLC 420038380)
- Alain Bouchet (dir.), René Mornex et Danielle Gimenez, Les Hospices civils de Lyon : Histoire de leurs hôpitaux, Lyon, Éditions lyonnaises d'Art et d'Histoire, 2003, 2e éd., 208 p. (ISBN 2-84147-131-4)
- D. Ternois (dir.) et M. F. Perez (dir.), L'œuvre de Soufflot à Lyon, Lyon, Presses universitaires de Lyon, 1982

### Ouvrages sur l'Hôtel-Dieu
- P. Astier, L'Hôtel-Dieu à Lyon, Lyon, Impr. P. Legendre, 1912
- A. Croze et al., Histoire du Grand Hôtel-Dieu de Lyon, des origines à l'année 1900, Lyon, Audin & Cie, 1924
- Jean Lacassagne, Histoire de l'internat des hôpitaux de Lyon, 1520-1900, Audin, 1930
- Amphoux (Abbé), Iconographie du Grand Hôtel-Dieu du pont du Rhône, Lyon, Audin, 1934
- a. Croze, L'Hôtel-Dieu de Lyon, Lyon, Laboratoires Ciba, 1939
- M. Varille, M. Colly et J. Rousset, L'Hôtel-Dieu de Lyon, Lyon, Audin et Cie, 1953
- G. Durand, Le patrimoine foncier de l'Hôtel-Dieu de Lyon (1489-1791), Lyon, Presses universitaires de Lyon, 1974
- JC. Mossière, https://jcmos.wordpress.com/author/jcmo/
- « Un patrimoine révélé », Lyon Citoyen, no 164,‎ mai 2018, p. 14-17.
- Éric Bertrand (dir.) (Rapport de diagnostic d'archéologie préventive RAP-RA-0138, code source RAP06897), Reconversion du site de l'Hôtel-Dieu : 69002 Lyon Tranche 1, Lyon, Service archéologique de la ville de Lyon, 2011.
- Ombline d'Aboville et Frédérique Malotaux, Le Grand Hôtel-Dieu de Lyon. Carnet de l'avant, Lyon, éditions Libel, 2017

#### Ouvrages sur la chapelle de l'Hôtel-Dieu
- Claude Lapras, Chantal Rousset-Beaumesnil, Philippe Paillard, La chapelle de l'Hôtel-Dieu de Lyon, Lyon, Éditions Lyonnaises d'Art et d'Histoire, 2002, 91 p. (OCLC 52811398).
- Suzanne Marchand (dir.), La chapelle de l'Hôtel-Dieu de Lyon. Carnet d'une restauration, avec les contributions de Maria-Gabriella De Monte, Nathalie Mathian et Didier Repellin, Lyon, Éditions Lyonnaises d'Art et d'Histoire, Hospices Civils de Lyon, 2014, 128 p. (OCLC 902615439).

### Fictions
- Christophe Cornillon, La Morte de l'Hôtel-Dieu, Éditions La Taillanderie, 2008, 127 p. (OCLC 470585742)